# Luís XIV de França
Luís XIV (Saint-Germain-en-Laye, 5 de setembro de 1638 – Versalhes, 1 de setembro de 1715), cognominado o Grande e Rei Sol, foi o Rei da França e Navarra de 1643 até à sua morte; sendo o mais longo reinado da Europa e mais longo da história (durante 72 anos). Ele foi um dos líderes da crescente concentração de poder na era do absolutismo na Europa.
Era filho do rei Luís XIII e de sua esposa, Ana da Áustria. Seu pai morreu em 1643, quando Luís tinha cinco anos de idade, tendo sua mãe se instaurado regente em seu nome. Seu reinado pessoal começou em 1661, após a morte do seu principal ministro, o Cardeal Mazarin. Luís apoiava o conceito do direito divino dos reis, continuando a política de seus predecessores de criar um governo centralizado a partir da capital. Procurou eliminar os últimos vestígios de feudalismo que ainda existiam em algumas partes da França e pacificar a aristocracia, oferecendo a muitos membros da nobreza a oportunidade de morar no seu luxuoso Palácio de Versalhes. Por esses meios, Luís se tornou um dos monarcas franceses mais poderosos da história e consolidou o sistema da monarquia absoluta que perdurou na França até à Revolução Francesa.
Seu reinado viu a França chegar à liderança das potências europeias, e lutar em três guerras diferentes: a Guerra Franco-Holandesa, a Guerra dos Nove Anos e a Guerra da Sucessão Espanhola. Ocorreram ainda os conflitos menores da Guerra de Devolução e Guerra das Reuniões. Luís acabou morrendo alguns dias antes de completar setenta e sete anos de idade, sendo sucedido por seu bisneto de cinco anos de idade Luís XV. Todos os outros herdeiros tinham morrido antes dele: seu filho Luís, Grande Delfim de França, o filho mais velho deste Luís, Duque da Borgonha, e o irmão mais novo de Luís XV, Luís, Duque da Bretanha.

## Biografia

### Primeiros anos

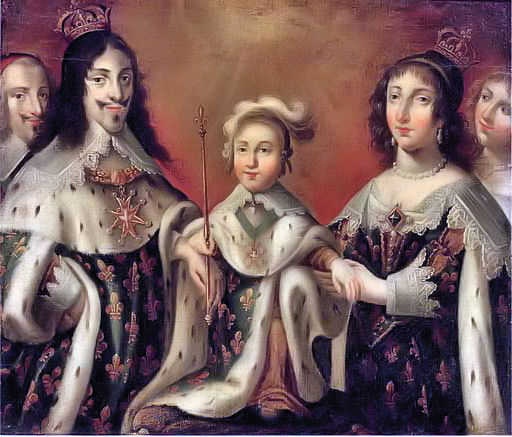
Da esquerda para a direita: O Cardeal Richelieu, Luís XIII, o jovem Luís XIV, Ana da Áustria e a Duquesa de Chevreuse.

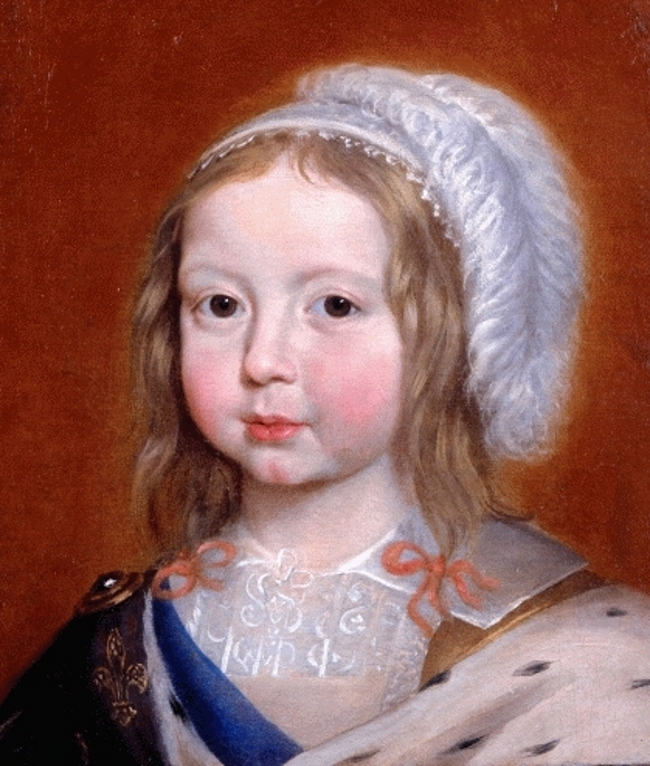
Luís XIV quando criança.

Nascido em 5 de setembro de 1638 no Castelo de Saint-Germain-en-Laye, era filho do rei Luís XIII de França e de sua esposa, Ana da Áustria. Ele foi batizado como Louis-Dieudonné ("Luís, o presente de Deus") e recebeu além do tradicional título de Delfim o de Premier Fils de France ("Primogênito da França").
Quando nasceu em 1638, Luís era o único varão na dinastia Bourbon à exceção de seu tio Gastão, Duque de Orleães, o irmão mais novo de Luís XIII. Seus pais, o rei Luís XIII e a rainha Ana da Áustria, viviam separados e sem filhos há vinte e três anos, então o nascimento de um herdeiro do trono tão esperado foi recebido com grande celebração pelo rei e seu povo. Por outro lado, circularam entre algumas pessoas vários rumores de que o verdadeiro pai da criança não era Luís XIII.
Luís XIII e Ana tiveram outro filho, Filipe, em 1640. Entretanto, Luís XIII não confiava na rainha e, para impedi-lá de exercer qualquer influência sobre os assuntos nacionais após sua morte, deixou um testamento prevendo a criação de um Conselho de Regência. Quando Luís XIII morreu em 13 de maio de 1643, aos quarenta e um anos, Luís XIV, que tinha apenas quatro anos, ascendeu ao trono com sua mãe, a rainha Ana, como regente. Entretanto, a regente Ana e seu favorito, o Cardeal Mazarin, com o apoio do Parlamento de Paris, anularam o testamento de Luís XIII e aboliram o Conselho de Regência. Ana nomeou Mazarin chefe do Conselho de Regência (efetivamente primeiro-ministro) e deu-lhe plenos poderes. Embora Mazarin fosse um político capaz, ele também tinha uma tendência a acumular riqueza a um grau quase ganancioso, e o povo e a nobreza franceses, que sofriam com dificuldades financeiras, odiavam a rainha regente espanhola e o cardeal italiano (que se tornou um cidadão francês naturalizado).

### Regência

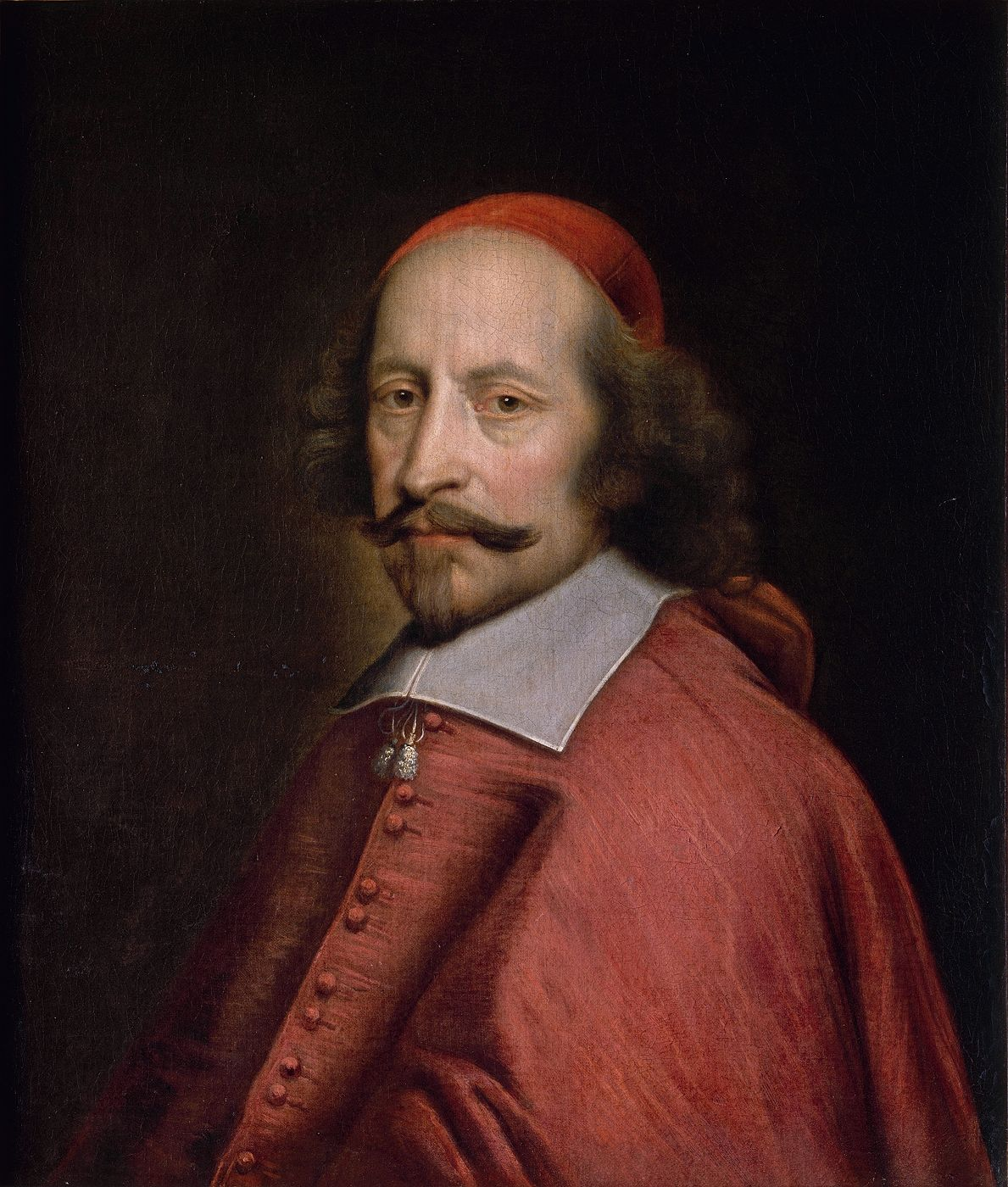
Retrato de Mazarin. Por Pierre Mignard, c. 1658-1660.

Quando Luís XIV ascendeu ao trono, a França estava em um estado em que o rei anterior, Luís XIII, e seu primeiro-ministro, o Cardeal Richelieu, estavam suprimindo o poder dos grandes nobres e huguenotes e centralizando o poder sob a monarquia. Externamente, a França estava intervindo na Guerra dos Trinta Anos, lutando contra o Sacro Império Romano e a Espanha dos Habsburgos.
Nomeado primeiro-ministro pela regente Ana, o Cardeal Mazarin era um confidente de Richelieu e deu continuidade às políticas centralizadoras de seu antecessor, buscando suprimir os nobres e fortalecer o poder do rei. Eles também continuaram a intervir na Guerra dos Trinta Anos como parte de sua política contra os Habsburgos. Liderados pelo competente Príncipe de Condé, e pelo Visconde Turenne, o exército francês virou o rumo da guerra a seu favor, e Mazarin entrou em negociações para encerrar as hostilidades. As habilidades diplomáticas de Mazarin permitiram que a França adquirisse a Alsácia, o que levou à dissolução do Sacro Império Romano e ao enfraquecimento dos Habsburgos. No entanto, os custos da guerra foram enormes, e altos tributos tiveram que ser implementados, a partir daí, o descontentamento público cresceu.

#### A Fronda
Quando as negociações de paz atingiram o clímax em 1648, a Rebelião da Fronda eclodiu. Em julho, quando o governo tentou introduzir novos impostos, o Parlamento de Paris, em oposição à medida, juntou-se a outros parlamentos na emissão de uma lista de 27 exigências, incluindo a abolição dos inspetores locais. Mazarin mostrou inicialmente vontade de chegar a um compromisso, mas em agosto prendeu os cabecilhas. Em reação a isso, o povo de Paris construiu barricadas e se rebelou. Os nobres do Parlamento de Paris uniram forças com o povo comum, fazendo com que Paris caísse na anarquia, e o rei Luís XIV e a regente Ana fugiram da cidade. Pouco depois, com a assinatura da Paz de Vestfália e o fim da Guerra dos Trinta Anos, as forças francesas sob o comando do Príncipe de Condé retornaram para ajudar o rei. Em janeiro de 1649, o Príncipe de Condé sitiou Paris. A Paz de Rueil foi assinada em março, pondo fim temporário à agitação (Primeira Fronda).

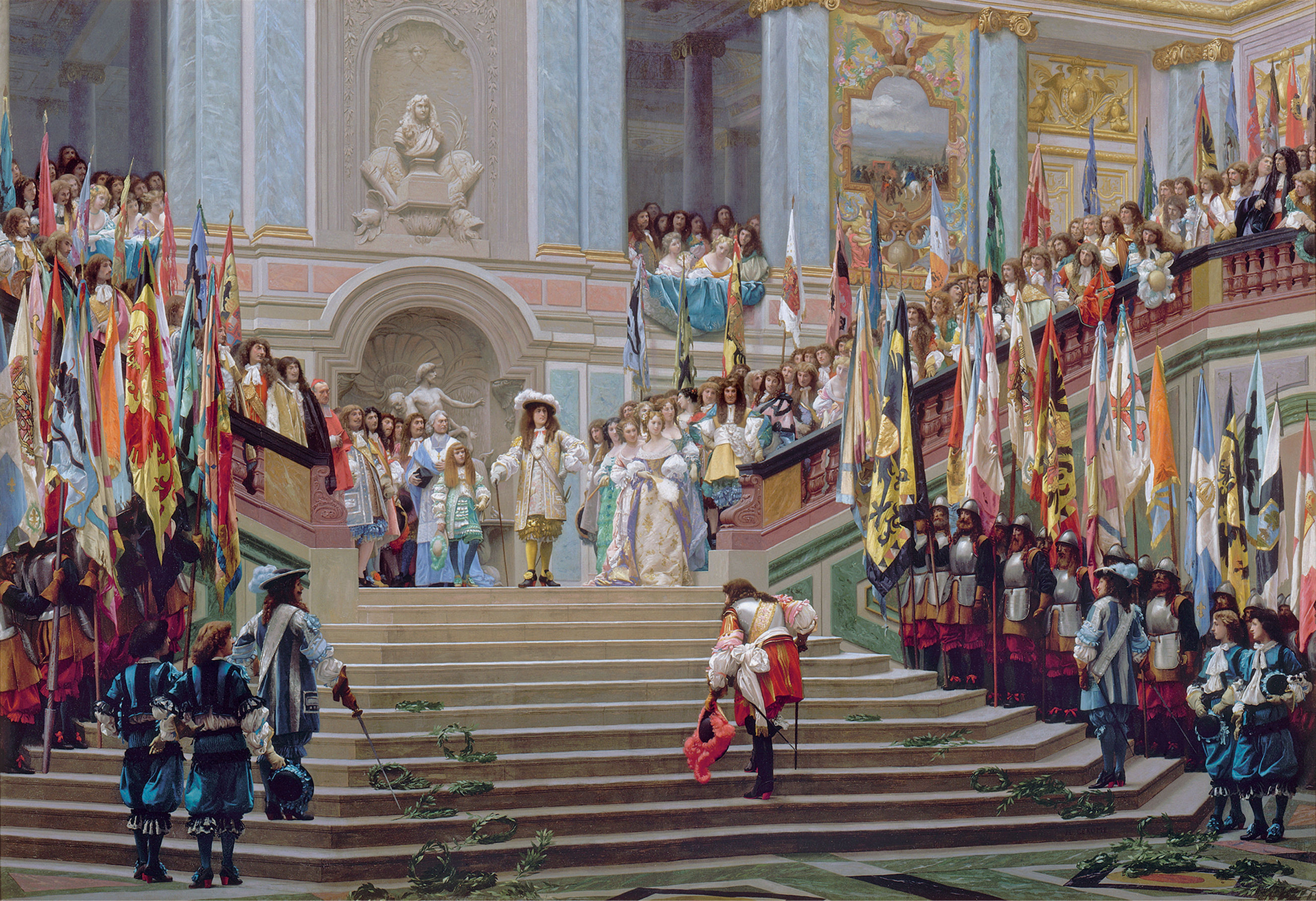
Pintura moderna da recepção do Grande Condé por Luís XIV. Por Jean-Léon Gérôme, 1878

A família real retornou a Paris, mas surgiu um conflito entre Mazarin e o Príncipe de Condé, que havia sido fundamental para reprimir a rebelião, e a Fronda eclodiu entre os aristocratas. O descontentamento da nobreza e do povo contra Mazarin fez com que a força dos rebeldes fosse tão grande que ele foi forçado ao exílio temporário e Luís XIV foi novamente forçado a fugir de Paris. O Príncipe de Condé entrou em Paris e ganhou a vantagem, mas quando Luís XIV, que completou treze anos em 1652, declarou-se maior de idade, o Parlamento de Paris aliou-se à monarquia, forçando Condé a deixar Paris e dividindo a Fronda. Em 1652, a rainha-mãe recuperou a sua ascendência e chamou Mazarin de volta a França, mas o Parlamento rebelou-se novamente contra a Coroa e o Príncipe de Condé regressou a Paris. Entretanto, Condé não teve o apoio dos parisienses, e a facção da Fronda, exausta pela agitação prolongada, desistiu uma após a outra. Em 1653, Condé fugiu para os Países Baixos Espanhóis, e Luís XIV retornou a Paris, pondo fim à rebelião.

#### Casamento
Mazarin retirou uma concessão após a outra que havia sido feita durante a rebelião, começou a suprimir o Parlamento e ignorou os apelos dos nobres tradicionais portadores de espadas para a convocação dos Estados Gerais. Um incidente ocorrido por volta desta época é descrito em Os Tempos de Luís XIV, de Voltaire: no seu regresso de uma viagem de caça, Luís XIV, então com dezessete anos, parou no Parlamento de Paris, a fonte da rebelião, e intimidou arrogantemente os nobres vestidos de túnica, proferindo a sua famosa frase: "O Estado sou eu" (L' État, c'est moi). Embora esta frase seja um dos símbolos mais icônicos de Luís XIV, estudos modernos sugerem que se trata de uma declaração fictícia e não de uma citação real do rei.

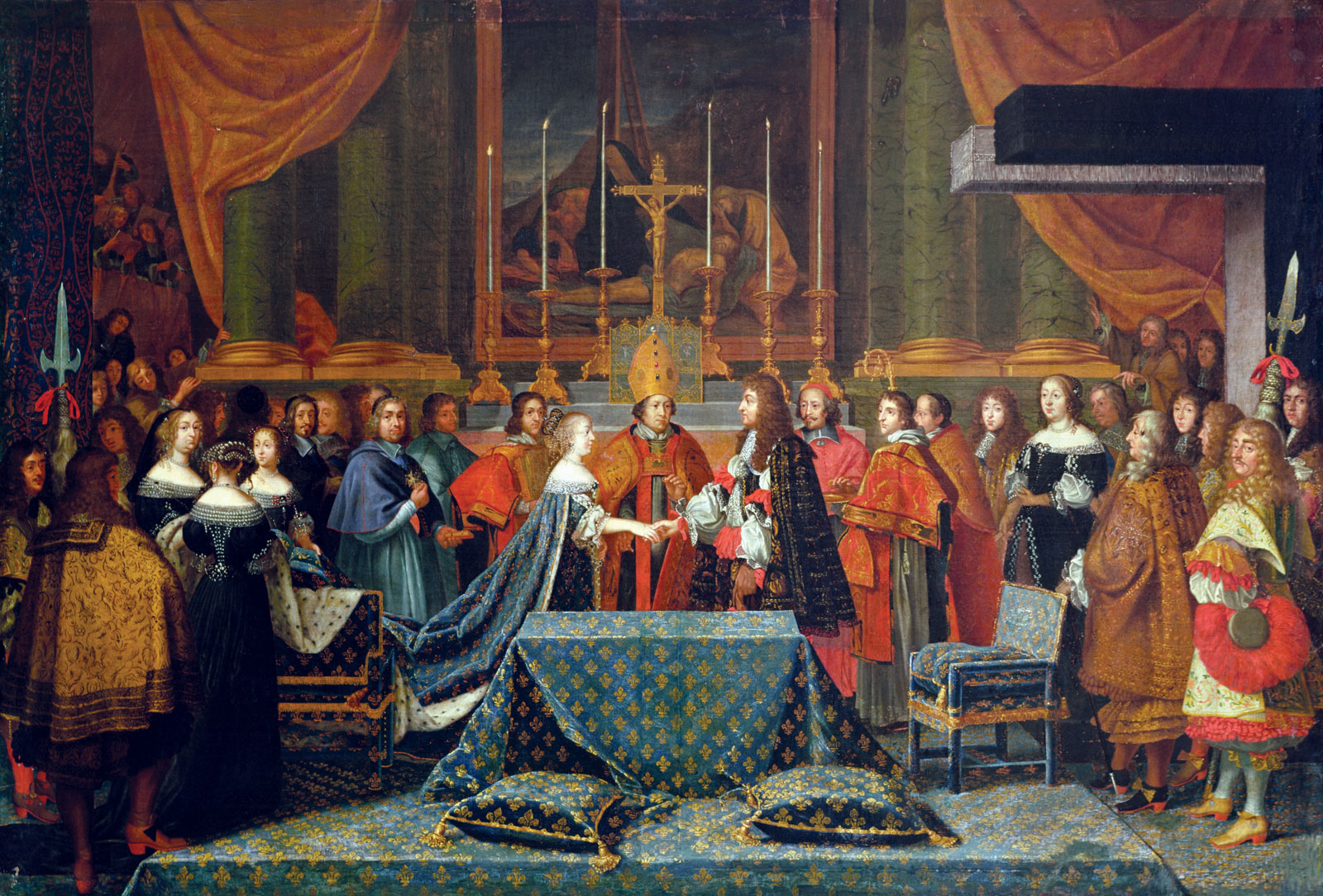
Casamento de Luís XIV e Maria Teresa (tapeçaria de d'Estlans, século XVII).

Embora a Guerra dos Trinta Anos tivesse terminado, a França continuou a lutar contra a Espanha, com Turenne servindo como comandante francês no exército espanhol na Holanda contra o Príncipe de Condé (Guerra Franco-Espanhola). A França recebeu apoio militar da Inglaterra, e a aliança anglo-francesa saiu vitoriosa na Batalha das Dunas, perto de Dunquerque, em 1658. No ano seguinte, em 1659, o Tratado dos Pirenéus estabeleceu a fronteira entre a França e a Espanha ao longo das montanhas dos Pirenéus, e Luís XIV ficou noivo de Maria Teresa, filha do rei Filipe IV da Espanha.
Nessa época, Luís XIV envolveu-se romanticamente com a sobrinha de Mazarin, Maria Mancini, e recusou-se a casar com a infanta espanhola, mas como era uma questão de interesse nacional, Mazarin forçou uma separação entre Luís XIV e Maria Teresa. O tratado também perdoou o Príncipe de Condé, permitindo-lhe retornar à França e lutar pela França a partir de então.
O casamento ocorreu em 1660, e Maria Teresa renunciou à sua reivindicação ao trono espanhol. A Espanha concordou em pagar um enorme dote de 500.000 escudoss de ouro, mas este valor nunca foi pago. Luís XIV mais tarde usou o não pagamento da quantia acordada para reivindicar os direitos de Maria Teresa ao trono espanhol e como pretexto para a guerra com a Espanha.

### Consolidação

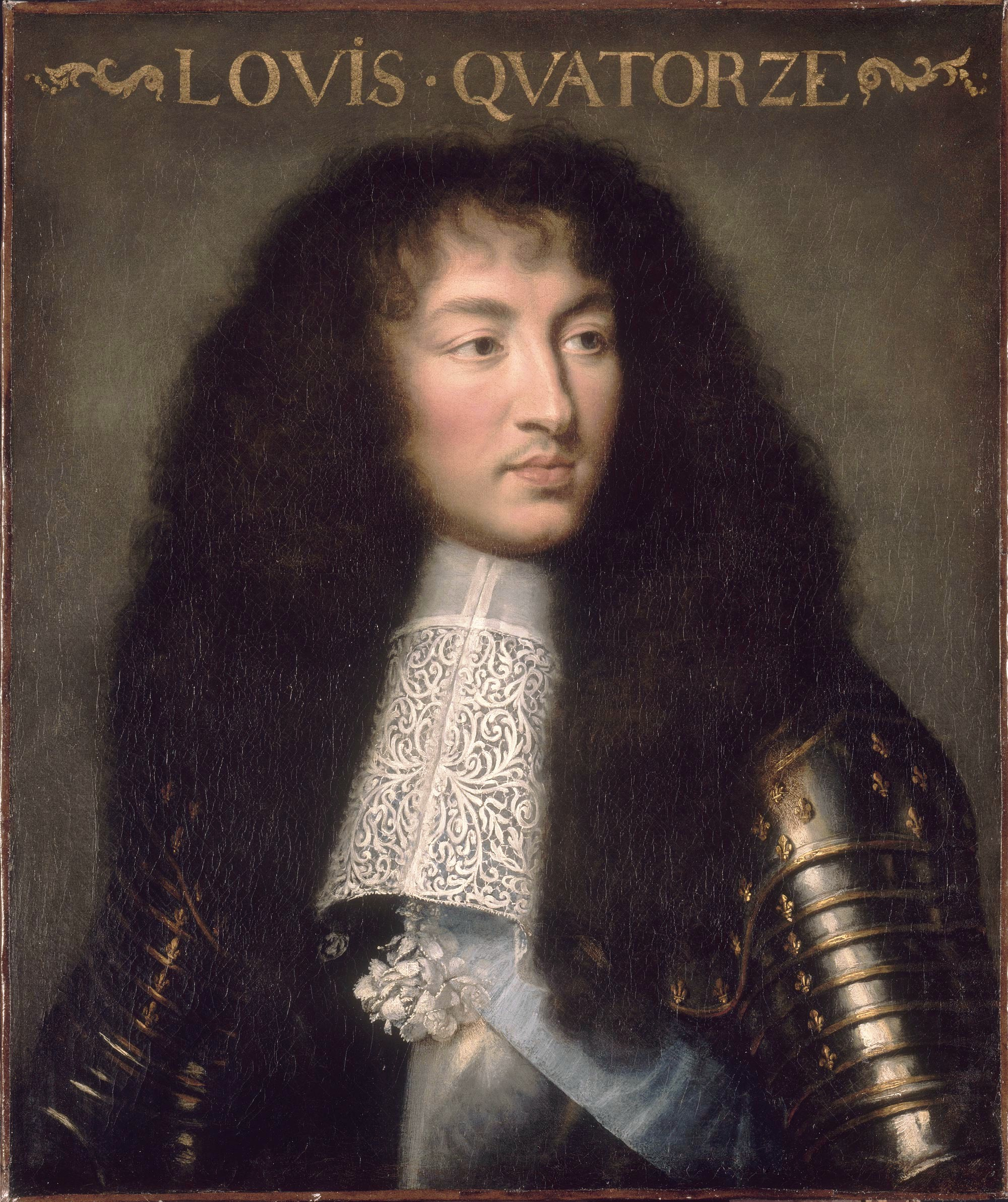
Luís XIV quando jovem, por Charles Le Brun, 1661.

Após a morte de Mazarin em março de 1661, Luís XIV começou a governar de facto e declarou que não teria mais um primeiro-ministro. Durante seu período como governante de facto, o sistema administrativo foi melhorado. Luís XIV excluiu a rainha-mãe, os membros colaterais da família real e os grandes nobres do Conselho de Estado, o órgão máximo do estado, e nomeou nobres de toga para participar do Conselho de Estado e ser chefes de cada departamento, enfraquecendo assim a autoridade dos grandes nobres. Ele fortaleceu o poder real promovendo membros da aristocracia e burguesia emergentes. As reuniões do Conselho Supremo de Estado de Luís XIV eram frequentadas apenas por um pequeno número de pessoas, entre três e cinco, e durante todo o seu longo reinado houve apenas 17 membros no total, dos quais apenas três eram nobres portadores de espadas. O Duque de Saint-Simon descreveu o reinado de Luís XIV como "um longo reinado da burguesia ignóbil". Além disso, os decretos reais de 1667 e 1673 retiraram ao Parlamento o direito de defesa, eliminando qualquer resistência do Parlamento.
Ele continuou a enviar gengens (inspetores locais) para as províncias, uma prática que existia desde a época de seu pai, e deu a eles autoridade judicial, financeira e de ordem pública. Com o tempo, ele aumentou o número deles, reduzindo assim a autoridade dos governadores locais, dos nobres e das cidades autônomas. Ao mesmo tempo, ele nomeou notáveis locais como assistentes dos inspetores, melhorou a organização dos inspetores e procurou estabilizar seu governo fazendo compromissos com as regiões ainda poderosas.
Um evento simbólico no início do governo direto foi a condenação do Ministro das Finanças, Nicolas Fouquet. Fouquet era um dos confidentes mais próximos de Mazarin e um homem capaz, mas também usou seu poder para acumular uma enorme fortuna pessoal. Quando Luís XIV descobriu isso, ficou furioso e mandou prender e encarcerar Fouquet.

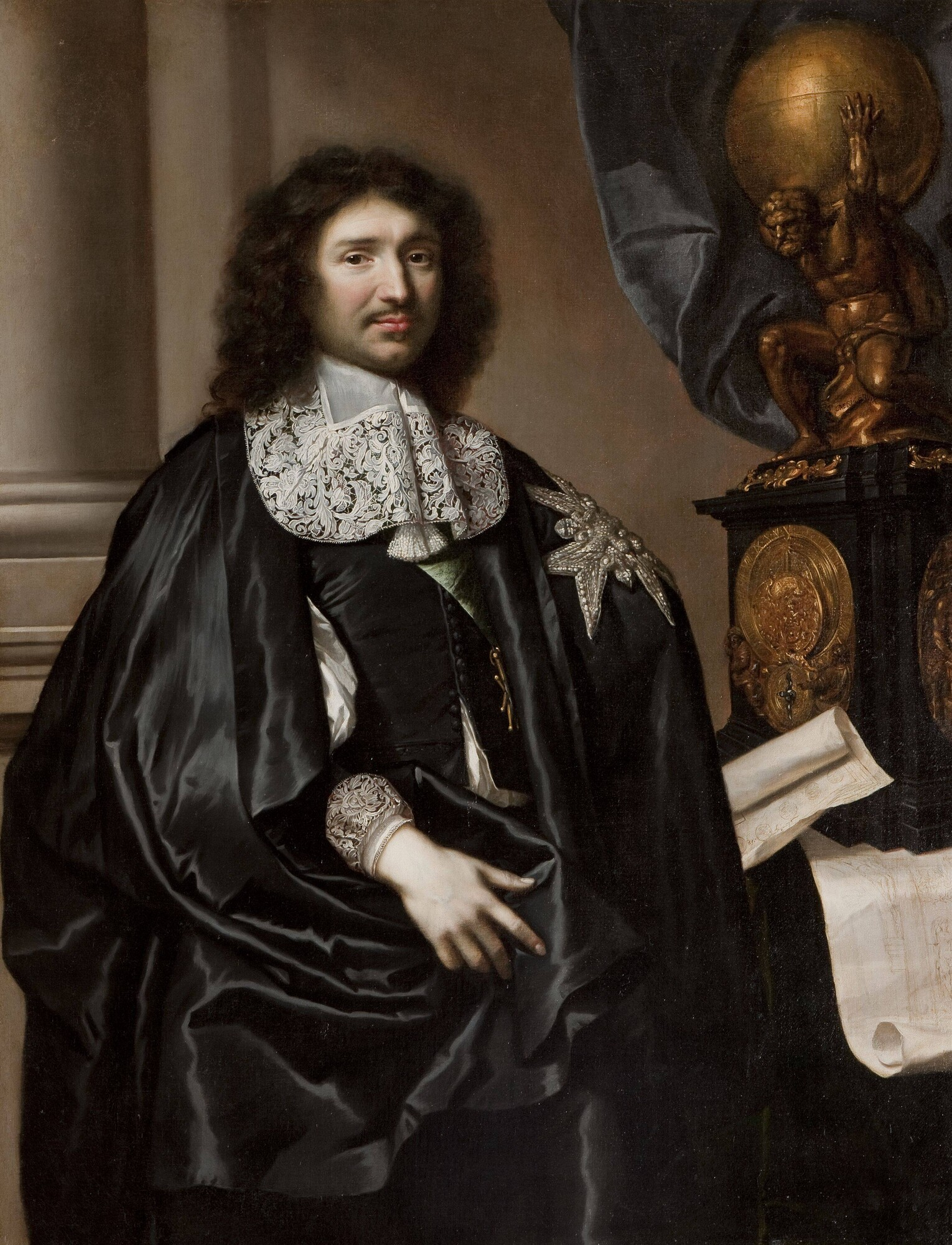
Retrato de Colbert, por Claude Lefèbvre, 1666.

Em 1665, Jean-Baptiste Colbert, um rival de Fouquet, foi nomeado Controlador Geral das Finanças. Quando Luís XIV iniciou seu governo, as finanças da França estavam à beira da falência devido a anos de despesas de guerra e à Fronda. Colbert implementou um sistema tributário mais eficiente e reduziu a dívida nacional. Os principais tipos de tributação eram os impostos indiretos (aides), os impostos especiais de consumo (duane), os impostos sobre o sal (gabelle) e a talha (taille) – imposto territorial. Colbert não chegou ao ponto de abolir as isenções fiscais da nobreza e do clero, mas melhorou a maneira como os impostos eram coletados e administrados.
Colbert tinha um amplo plano para melhorar a economia francesa por meio do comércio. Ele adotou uma política de tarifas protecionistas e, baseado na crença de que a quantidade de prata no mundo era constante, implementou uma política de redução de importações e aumento de exportações. Ao mesmo tempo que proibia ou impunha tarifas elevadas sobre a importação de bens de luxo, também tomou medidas para proteger e desenvolver a indústria exportadora, como a criação de Manufaturas Reais e Manufaturas Privilegiadas para os fabricantes exportadores. Colbert, que se tornou Lorde Almirante em 1669 , expandiu o poder naval da França e fez dela uma grande potência naval. O seu mercantilismo monarquista, que mais tarde levou a uma guerra monetária com a Inglaterra e os Países Baixos, é conhecido como "Colbertismo". Com a protecção desta potência naval, tentou entrar nos mercados ultramarinos britânico e holandês, e nomeou François Calon, um protestante exilado que esteve envolvido no comércio entre o Japão e a Holanda durante muitos anos e que até serviu como chefe do posto comercial, como director da Companhia das Índias Orientais, que tinha como alvo o Sul da Ásia. Ele então restabeleceu a Companhia das Índias Ocidentais, que se concentrou no Caribe, e estabeleceu colônias lá. As colônias norte-americanas foram expandidas e governadores foram enviados para a Nova França (atual Canadá) e as Antilhas para promover o crescimento populacional e políticas de assimilação, resultando em um aumento de quatro vezes na população da Nova França.
Luís XIV deu ênfase às pessoas da burguesia para manter o clero e os nobres sob controle, e seus principais assessores incluíam Colbert, bem como Michel Le Tellier, Ministro de Estado do Exército, e Hughes de Lionne, Ministro de Estado das Relações Exteriores. O filho de Le Terrier, o Marquês de Louvois, que também se tornou Ministro de Estado do Exército, foi um líder militar e político de destaque. Ele reformou o sistema militar, aumentou o número de oficiais diretamente subordinados ao rei, controlou os nobres que eram comandantes de regimentos, estabeleceu quartéis e outros sistemas de apoio logístico e estabeleceu a Milícia Real (um sistema militar semelhante ao recrutamento) para obter poder militar sem passar pelos nobres. Isso aumentou a qualidade e a quantidade do exército francês. O exército que ele criou apoiaria muitas guerras sob o reinado de Luís XIV.

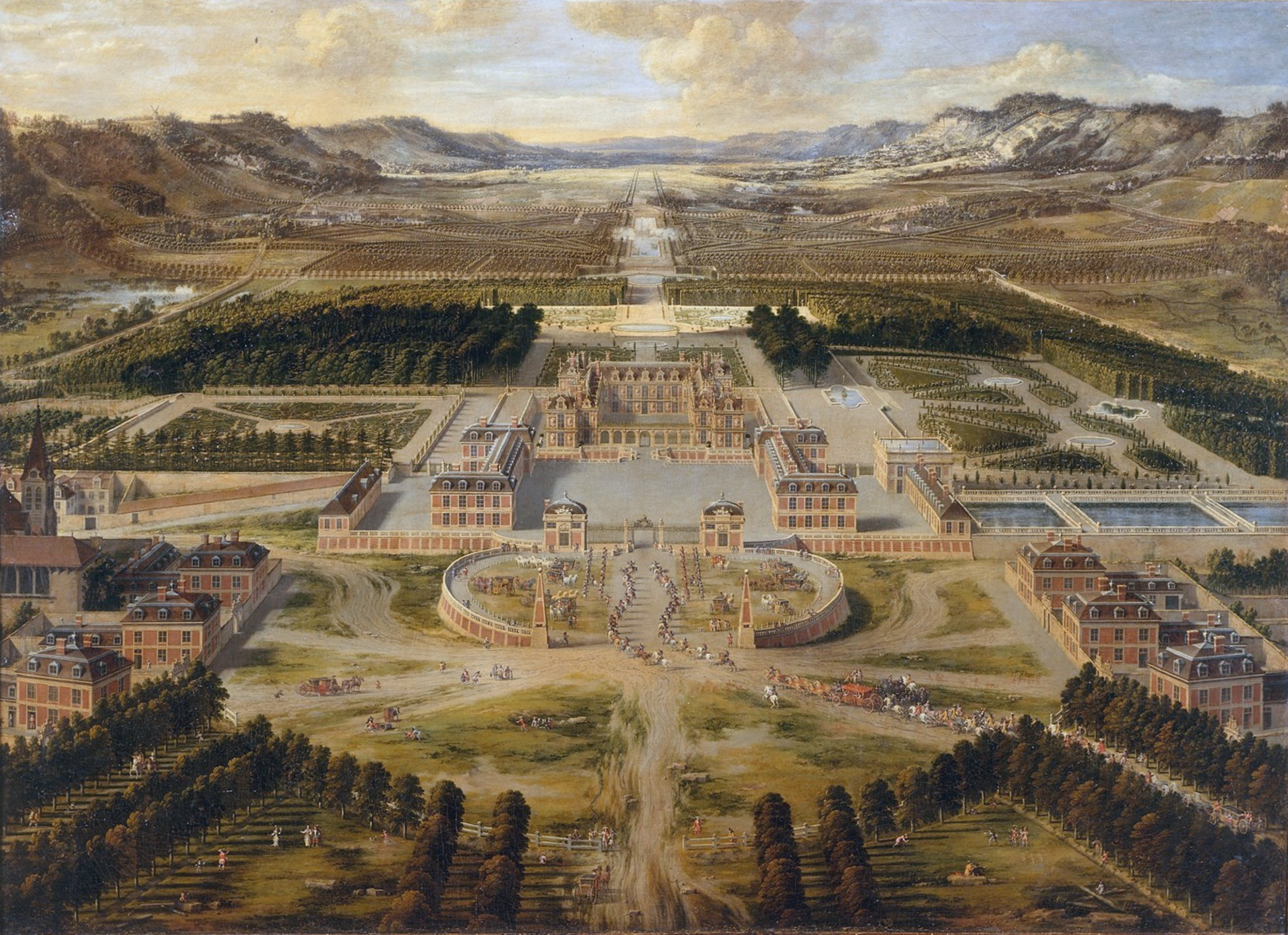
O Palácio de Versalhes em seus estágios iniciais de construção, no antigo local do pavilhão de caça de Luís XIII, por Pierre Patel, c. 1668.

Colbert expandiu o Louvre, mas Luís XIV, em 1661, começou a construção do seu Palácio de Versalhes, no antigo local do pavilhão de caça de seu pai. Este palácio seria o símbolo máximo da autoridade e reinado de Luís XIV. Acredita-se geralmente que a razão para a construção do palácio neste local foi porque Luís XIV não gostava de Paris depois das suas amargas experiências lá durante a Fronda, mas na verdade também se diz que esta não foi a razão, mas sim que ele estava determinado a construir o seu novo palácio num local rico em florestas e natureza. A área tinha poucos recursos hídricos, o que dificultou a construção, e somente em 1682, vinte anos após a conclusão do palácio, a corte imperial se mudou.
Luís XIV ordenou a construção do Hôtel des Invalides (Hotel dos Inválidos) para oficiais feridos ou idosos que serviram fielmente ao rei. Em 1656, a Portaria do Hospital Geral e suas disposições reforçadas foram promulgadas para lidar com doentes mentais, criminosos e moradores de rua, e os edifícios dos antigos hospitais de leprosos foram convertidos para acomodar aqueles que não podiam trabalhar. Ele também demonstrou preocupação com o bem-estar público, supervisionando a construção de grandes hospitais como o Hospital Geral, o Hospital Bicêtre (para homens) e o Hospital da Salpêtrière (para mulheres).

### Guerras e conflitos
O Tratado dos Pirenéus em 1659 marcou o enfraquecimento final da Espanha e inaugurou um período de domínio francês. Luís XIV pretendia criar um sistema europeu centrado na monarquia francesa, uma política que ele chamou de "Politeísmo", e acreditava que o maior obstáculo para isso não era uma Espanha empobrecida, mas os Países Baixos emergentes (a República dos Países Baixos Unidos), que estavam acumulando enormes riquezas através do comércio exterior. O conflito interno nos Países Baixos entre os parlamentares (mercadores da cidade) e os governadores (nobres feudais e camponeses) ajudou os planos de Luís XIV. Naquela época, a Holanda era liderada por Johan de Witt, um membro da facção parlamentar, e ele temia que Guilherme III, Príncipe de Orange, um aristocrata de longa data e membro da facção Stadtstag, tentasse retornar.

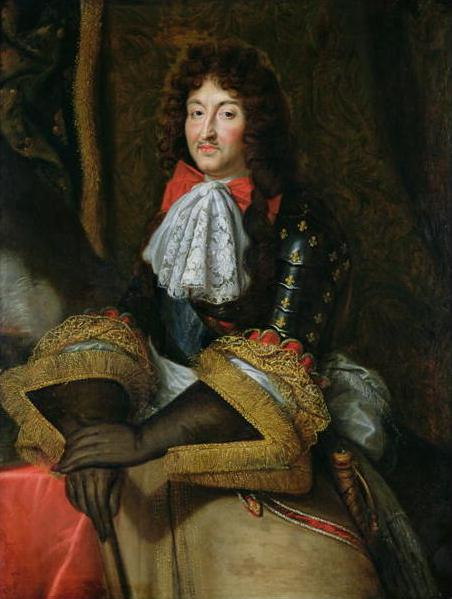
Luís XIV

A Espanha em declínio se tornou o primeiro alvo de Luís XIV. Luís XIV aliou-se à Inglaterra, que tinha ambições coloniais, e ao Sacro Império Romano para negociar a divisão do Império Espanhol. Eles também formaram uma aliança defensiva e comercial com a Holanda em preparação para a próxima guerra com a Espanha.
Quando o sogro de Luís XIV, o rei Filipe IV da Espanha, morreu em 1665, seu filho, o Príncipe das Astúrias, ascendeu ao trono como Carlos II. Para irritação de Luís XIV, a rainha Maria Teresa não havia recebido integralmente seu dote da Espanha, e o testamento de Filipe IV previa que, com a morte de Carlos II, a infanta Margarida, noiva de Leopoldo I, Sacro Imperador Romano, herdaria as possessões espanholas. Em resposta, Luís XIV exigiu que a Espanha cedesse Brabante (uma província dos Países Baixos Espanhóis) à França, citando os chamados "Direitos da Rainha", que o território, por direito, pertencia à rainha Maria Teresa, meia-irmã de Carlos II.

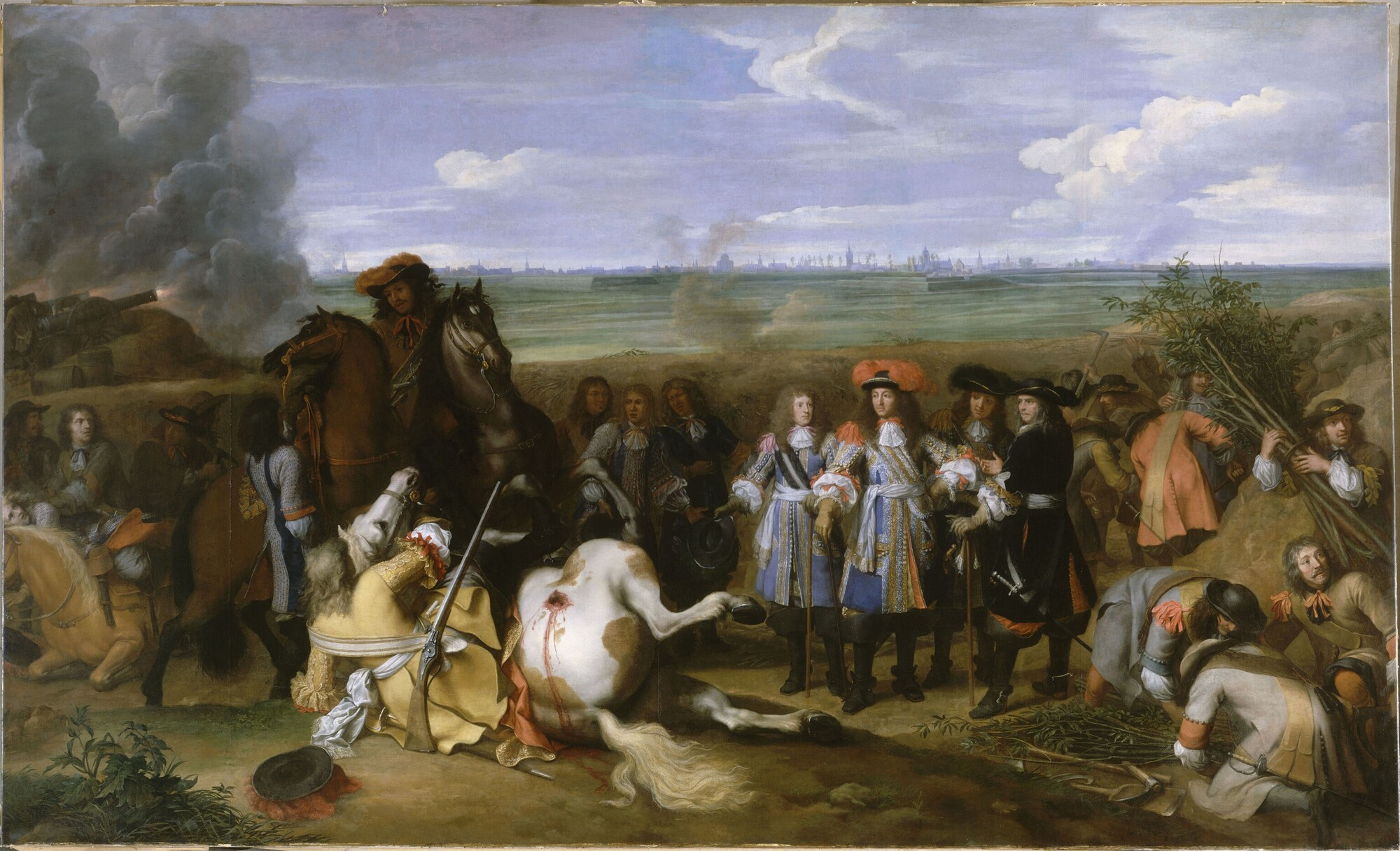
Luís XIV na Guerra de Devolução. Pintura de Charles Lebrun, 1667.

Quando a Guerra de Devolução (Guerra de Flandres) eclodiu em 1667, Luís XIV liderou pessoalmente o exército na luta. Os franceses, superiores em número e equipamento, tomaram facilmente posições-chave na fronteira flamenga e forçaram os espanhóis a recuar. Alarmado com isso, o holandês Witt negociou com o diplomata inglês William Temple para evitar novas invasões francesas e, em 1668, formaram a Tríplice Aliança com a Inglaterra e a Suécia. Diante da pressão das duas grandes potências navais e comerciais, a Inglaterra e os Países Baixos, Luís XIV moveu-se pela paz, mas o Franco-Condado permaneceu inflexível e permitiu a conquista. No final, Luís XIV foi forçado a assinar o Tratado de Aachen, que manteve as doze cidades flamengas para a França, mas devolveu o Franco-Condado à Espanha. A Paz de Aachen não foi satisfatória para a França, e Luís XIV odiava muito os holandeses.

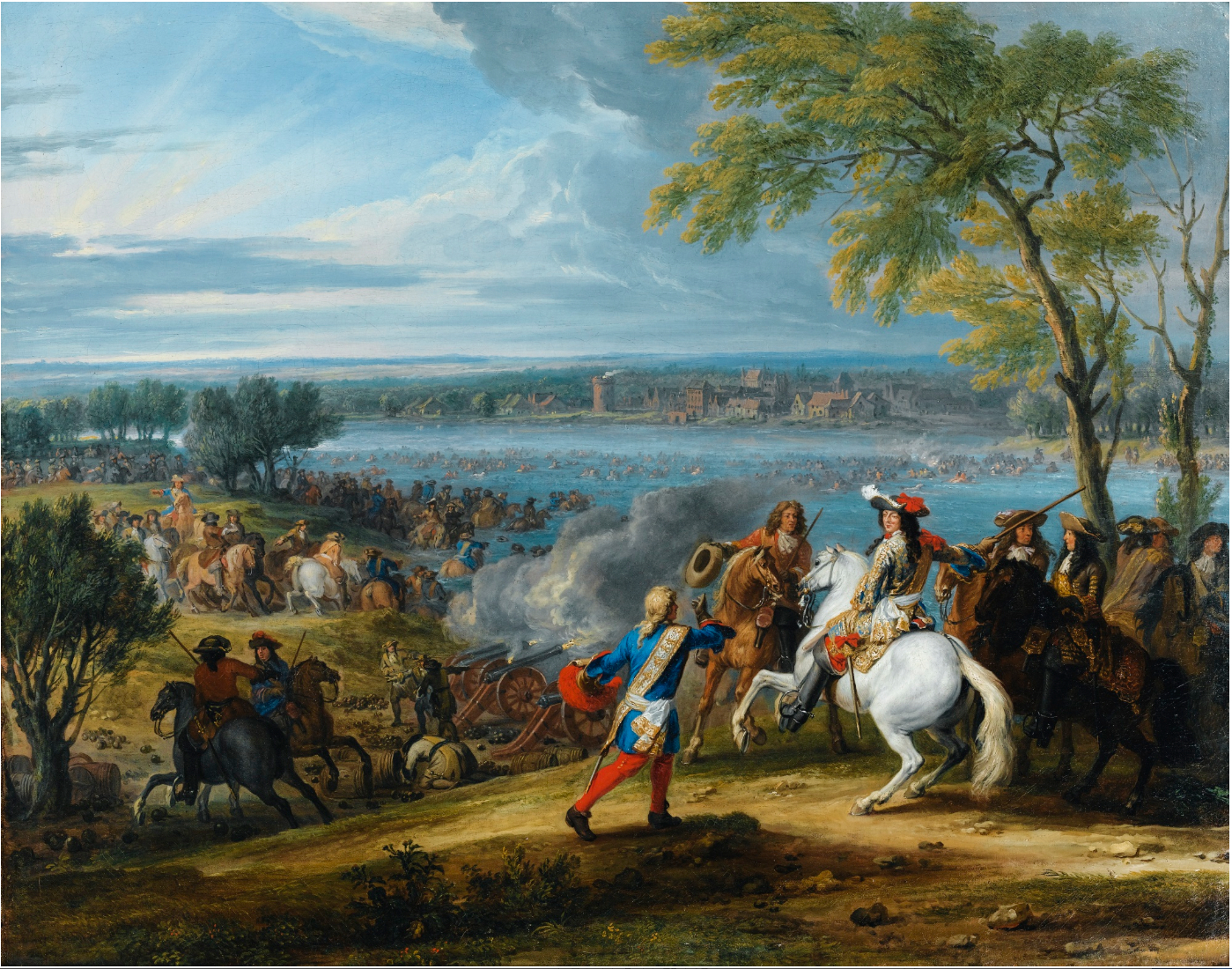
Luís XIV durante a travessia do Reno, por Adam Frans van der Meulen, 1672.

A Tríplice Aliança não durou muito. Em 1670, o rei Carlos II da Inglaterra assinou o Tratado Secreto de Dover, aliando-se à França e rompendo laços com os Países Baixos. Luís XIV encorajou então a Suécia, que tinha uma aliança semelhante com a Inglaterra, a entrar na guerra. No entanto, a entrada da Suécia na guerra também levou à entrada da Dinamarca e de Brandemburgo-Prússia, que se tinham aliado aos Países Baixos, e a linha da frente afastou-se dos Países Baixos.
Em 1672, as forças inglesas invadiram os Países Baixos pelo mar e as forças francesas por terra (Guerra Franco-Holandesa). Os Países Baixos tinham uma marinha forte sob a liderança do famoso general Michiel de Ruyter, mas um exército fraco. O exército francês continuou o seu rápido avanço em direcção a Amesterdão, chegando mesmo a distribuir dinheiro e objectos de valor para ganhar o favor dos residentes ocupados. Witt, que tentou fazer a paz através de concessões, foi assassinado por cidadãos descontentes juntamente com seu irmão Cornelius de Witt, e o Príncipe de Orange tomou o poder em seu lugar. O Príncipe de Orange demonstrou a sua determinação em lutar até ao fim, rompendo os seus diques e mergulhando o país num atoleiro, e a sua marinha também derrotou a frota inglesa e manteve o controlo dos mares.
A perspectiva de capturar Amsterdão tornou-se incerta, e a guerra se arrastou. O Sacro Imperador Romano, alguns príncipes alemães e a Espanha se aliaram aos Países Baixos, enquanto havia crescente oposição à guerra no Parlamento Inglês, que a via como um conflito inútil, e em 1674 a Inglaterra fez as pazes com os Países Baixos e se retirou. O Príncipe de Orange fortaleceu ainda mais os seus laços com a Inglaterra ao casar-se com Maria Stuart, sobrinha de Carlos II. Em resposta, Luís XIV retirou suas tropas dos Países Baixos e as enviou para atacar o Franco-Condado, derrotando as forças imperiais e espanholas e subjugando-as. Com os exércitos franceses reformados e derrotando os holandeses em terra e no mar, eles ganharam vantagem em 1678 com a assinatura dos Tratados de Nimega. Embora a guerra não tenha conseguido atingir o seu objetivo original de conquistar os Países Baixos, o sucesso da França na negociação da paz em termos favoráveis demonstrou o seu prestígio internacional.
Embora a Paz de Nijmegen tenha expandido a influência francesa na Europa, Luís XIV ainda não estava satisfeito. No ano seguinte, em 1679 , ele demitiu Simon Arnaud de Pomponne, seu Secretário de Estado das Relações Exteriores, e procurou alcançar a expansão territorial por meio de procedimentos legais em vez da força militar. Luís XIV aproveitou a ambiguidade do tratado para que as autoridades judiciais determinassem que os territórios ao redor dos territórios cedidos eram "pertencentes" a ele, permitindo-lhe tomar medidas para anexá-los "pacificamente". Com base na reivindicação do rei, foi criado um Tribunal Unificado para investigar quais terras deveriam se tornar território francês e, de acordo com sua decisão, as tropas francesas ocuparam as terras.
A anexação da pequena quantidade de terra assim conquistada não era o verdadeiro objetivo de Luís XIV. Ele queria adquirir a cidade estratégica de Estrasburgo. Estrasburgo fazia parte da região da Alsácia, que se tornou território francês pelo Tratado de Vestfália, mas não foi adicionada à região por esse tratado. Com base no pretexto legal de Luís XIV, a França ocupou a Alsácia e militarmente Estrasburgo em 1681.
O principal rival de Luís XIV, Leopoldo, Sacro Imperador Romano, estava em guerra com o Império Otomano, que ameaçava Viena (Segundo Cerco de Viena). Em 1683, a Espanha entrou em hostilidades com a França e foi derrotada novamente, perdendo Luxemburgo (Guerra das Reuniões). A Paz de Ratisbona em 1684 forçou a Espanha a reconhecer a posse francesa do Luxemburgo e outras anexações como um fato consumado. Mesmo depois de derrotar os otomanos, a Áustria não tomou nenhuma medida contra Luís XIV.

### Apogeu

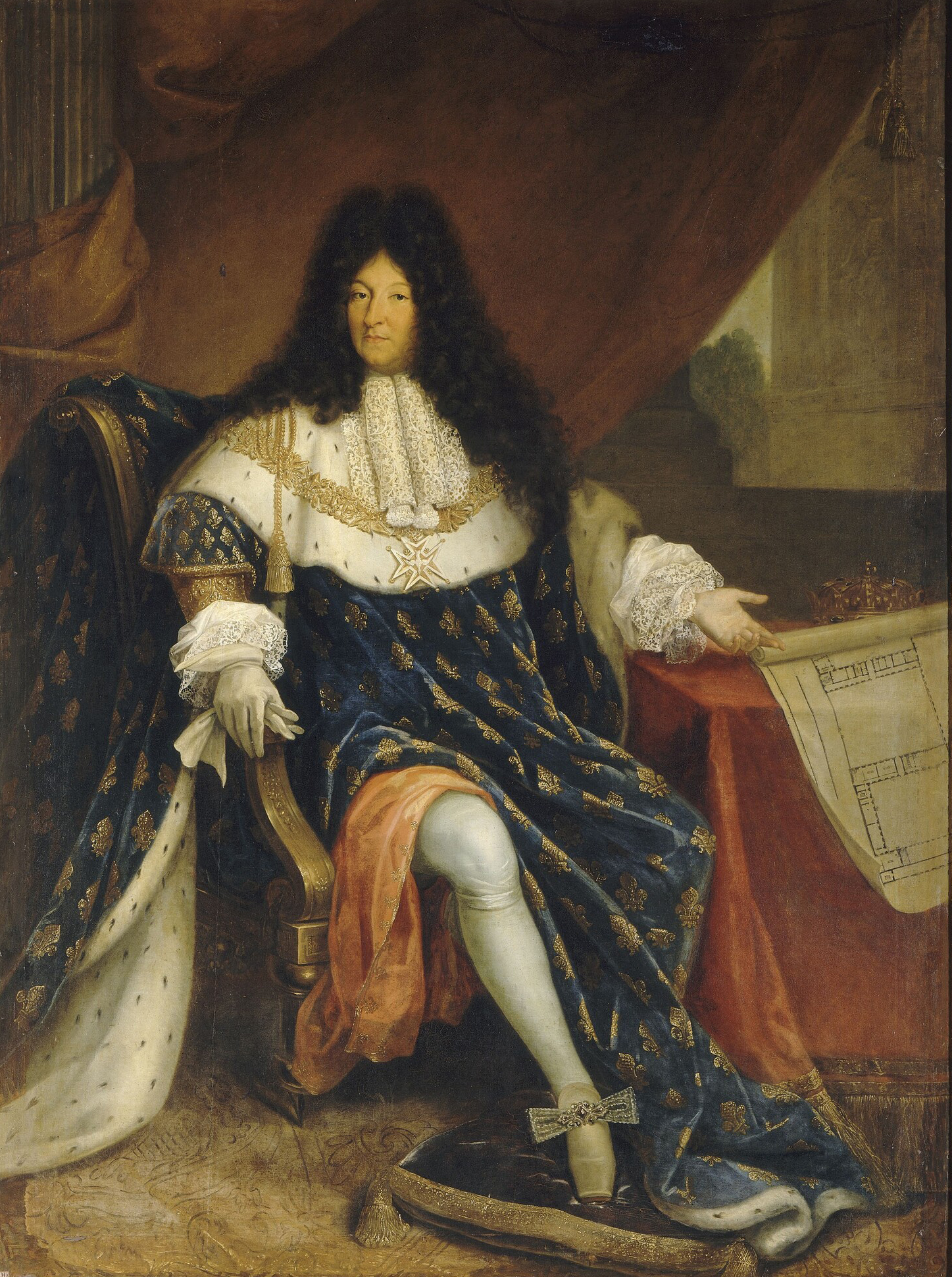
Luís XIV, o Rei-Sol.

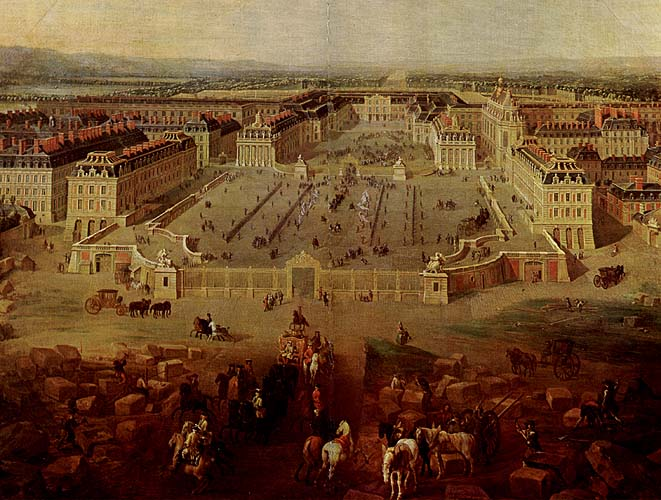
O Palácio de Versalhes no início do século XVIII. Por Pierre-Denis Martin, 1722.

A influência de Luís XIV aumentou muito no início da década de 1680. Este período é considerado o auge do poder de Luís XIV.
A construção do Palácio de Versalhes, iniciada em 1681, foi realizada pelo arquiteto Louis Le Vau, pelo paisagista André Le Nôtre e pelo pintor e decorador de interiores Charles Le Brun. Colbert, o Controlador Geral das Finanças, estava relutante em construir um novo palácio, pois isso seria extremamente caro, mas ele não teve escolha a não ser atender aos desejos do próprio Luís XIV. A construção foi extremamente difícil, com dezenas de milhares de trabalhadores trabalhando nela, muitos dos quais morreram. Luís XIV estava entusiasmado com a construção deste novo palácio. Fora dos períodos de guerra, ele visitava frequentemente o palácio em construção para supervisionar até os menores detalhes e, se houvesse algo com o qual não estivesse satisfeito, ele mandava refazer o trabalho quantas vezes fossem necessárias.
A primeira fase da renovação do castelo de Luís XIII foi concluída em 1664 e marcada por grandes celebrações, conhecidas como Les Amants de l'Isle, e em 1668, para marcar a vitória do Tratado de Aachen, o "Divertimento de Sua Majestade o Rei em Versalhes". Como o palácio ainda era muito pequeno, a construção de uma segunda fase começou em 1668 e, após a morte de Le Vau em 1670, foi assumida por François Debelle. O projeto envolveu uma expansão adicional do castelo de Luís XIII, com um novo e maior palácio construído ao seu redor em um estilo conhecido como "construção de recinto". Em 1674, o novo palácio acolheu a maior celebração do reinado de Luís XIV: o Divertimento, concedido por Sua Majestade a toda a Corte por ocasião do seu regresso da conquista do Franco-Condado em 1674.
A terceira fase, iniciada em 1678, ficou sob a direção de Jules Hardouin-Mansart, que adicionou a nova Galeria dos Espelhos e uma nova escadaria para embaixadores, e adaptou partes dos jardins do estilo barroco de Le Vau para um estilo mais clássico. Durante esta construção, em 6 de maio de 1682, Luís XIV transferiu oficialmente a Corte real para Versalhes. Seguindo a tradição de uma "corte itinerante" de monarcas franceses, a corte de Luís XIV mudava-se de um lugar para outro, incluindo Fontainebleau (1661), o Louvre (1662–1666) e Saint-Germain-en-Laye (1666–1673, 1676, 1678–1681), mas agora estava fixada em Versalhes. Luís XIV amava os jardins de Le Nôtre e acredita-se que vários rascunhos de projetos foram desenhados pelo próprio rei. Luís XIV dava grande importância à beleza das fontes dos seus jardins e, para esse fim, mandou construir um grande dispositivo de elevação de água, conhecido como Máquina de Marly. As obras de expansão do palácio continuaram até ao fim do reinado de Luís XIV, a um custo de 82 milhões de libras.
Luís XIV abrigou seus nobres dentro e ao redor do palácio de Versalhes, e em seu auge o palácio chegou a receber até 10.000 pessoas, incluindo cortesãos, oficiais, enviados estrangeiros, peticionários e comerciantes. Luís XIV conseguiu controlar os nobres aplicando rigorosamente a hierarquia e a etiqueta na corte e forçando-os a competir dentro da corte por honras e pensões concedidas pelo rei, forçando-os a residir no palácio em tempo integral e mantendo-os sob a supervisão real por longos períodos de tempo, e separando-os de suas propriedades locais. Ele ofereceu a esses hóspedes regulares banquetes e entretenimento luxuosos, que eram um elemento importante de seu governo autocrático.
| “ | Tentei entreter as pessoas. As pessoas ficam emocionadas ao ver que seu rei gosta das coisas que elas gostam. Às vezes, isso conquista mais o coração das pessoas do que lhes dar recompensas... — Luís XIV | ” |

Embora o próprio Luís XIV não fosse particularmente religioso, sua política religiosa era baseada no direito divino dos reis, que sustentava que a autoridade do rei vinha diretamente de Deus, sem a intermediação do Papa, e fortalecia o galicanismo tradicional (a independência da Igreja Francesa). Na busca pelo absolutismo, Luís XIV procura fortalecer o seu controle sobre a Igreja, levando-o ao conflito com o Papa. Em 1682, o Sínodo aprovou os Quatro Artigos, redigidos pelo Bispo Bossuet, que implicavam a separação da Igreja de Roma e aumentavam o poder do rei francês, enquanto reduziam o do Papa. A Declaração afirmou a autoridade exclusiva do Papado em questões de fé, a primazia do Concílio, a independência do direito canónico galicano em relação ao Papa e a necessidade do consentimento da Igreja no exercício do poder papal. O Papa Inocêncio XIII recusou-se a aceitar a declaração.
A França tinha uma longa tradição de patrocínio das artes por reis e nobres, e Luís XIV também se tornou um patrono das artes, financiando figuras literárias e culturais como os dramaturgos Jean Racine e Molière, o poeta Nicolas Boileau, o músico Lully e o pintor e decorador Charles Le Brun. Como parte do seu patrocínio ao meio académico, a França criou a Academia das Ciências e acolheu investigadores estrangeiros de destaque na instituição através de pensões generosas. Em 1671, a Academia Francesa (Académie Française) tornou-se uma instituição estatal e o rei tornou-se seu diretor. A publicação do Dicionário da Língua Francesa, compilado pela Academia Francesa, contribuiu para a política governamental de unificação linguística sob o domínio francês. No entanto, Luís XIV só gastou muito em patrocínio artístico durante a primeira metade do seu reinado, acabando por reduzir o seu financiamento à medida que as guerras pioravam as suas finanças.
Em 1683, Colbert, o mais importante cortesão de Luís XIV, morreu. Os esforços de Colbert levaram a uma reestruturação fiscal, e sua administração viu as receitas triplicarem. No entanto, o povo francês não beneficiou das políticas de Colbert e permaneceu pobre. O filho de Colbert, o Marquês de Seigneurie, tornou-se Ministro da Marinha e, em 1684, participou de uma expedição contra a República de Gênova, levando à rendição de Gênova e trabalhando arduamente para desenvolver a marinha. Entretanto, após sua morte em 1690, a expansão da marinha estagnou.

### A Liga de Augsburgo

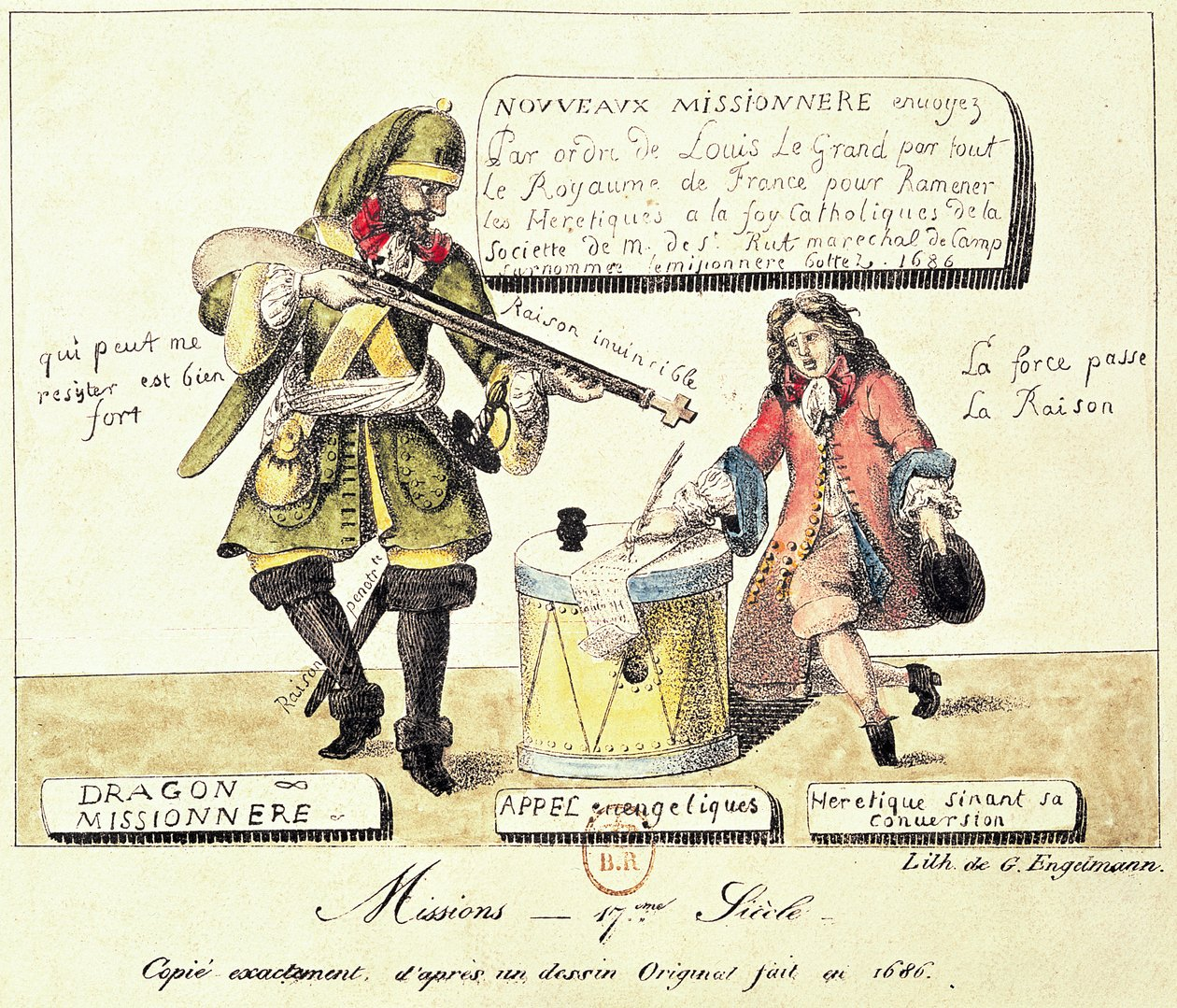
Gravura representando a perseguição aos protestantes na França de Luís XIV.

Em 1683, a rainha Maria Teresa morreu. Pouco tempo depois, Luís XIV casou-se secretamente com sua amante favorita, a Marquesa de Maintenon. Embora o casamento de Luís XIV com Maintenon tenha sido privado, sem registo oficial e ela não fosse rainha, Luís XIV frequentemente realizava reuniões de Estado nos seus aposentos e, como uma conselheira prudente, influenciava a tomada de decisões do rei.
À medida que Luís XIV lutou repetidas guerras contra os Habsburgos, ele mudou sua postura de defensor do galicanismo para "protetor da Igreja Católica" e fortaleceu seus laços com o Papa. O rei procurou fortalecer o catolicismo no país e trabalhou com o Papa para suprimir os jansenistas (um movimento religioso estrito). Ele então começou a perseguir os huguenotes (protestantes franceses). Como resultado das Guerras Religiosas, os huguenotes, que haviam recebido privilégios políticos e militares pelo Édito de Nantes sob Henrique IV, foram derrotados pelo Cardeal Richelieu sob Luís XIII e se tornaram uma minoria política, com apenas um grau limitado de liberdade religiosa garantida a eles. Luís XIV emitiu uma série de éditos excluindo os huguenotes do serviço civil, restringindo as suas ocupações e até proibindo-os de ir para o exílio Eles até enviaram soldados às casas dos huguenotes para forçá-los a se converter ao catolicismo (as Dragonadas).
Em 1685, Luís XIV revogou o Édito de Nantes e emitiu o Édito de Fontainebleau, que proibiu o culto protestante e expulsou o clero que se recusou a se converter. Aqueles que se recusaram a se converter fugiram para o exílio, violando a proibição nacional; seu número aumentou para cerca de 200.000, incluindo muitos artesãos e comerciantes. Ele também usou a força para suprimir a Rebelião dos Camisards, um motim protestante que eclodiu na França. Luís XIV enviou tropas para Saboia, que acolheu os refugiados, ao ponto de os massacrar. A perseguição aos protestantes atraiu condenação nacional e internacional e isolou a França, mas foi enaltecida pela maioria católica em França, onde a intolerância religiosa era generalizada. Historiadores afirmam que a perseguição aos protestantes se deveu à influência da Marquesa de Maintenon, uma católica devota com quem o rei era secretamente casado. No entanto, também existem teorias de que Luís XIV agiu sob a influência da cunhada do rei, a Princesa Palatina (nascida protestante e obrigada a se converter quando do seu casamento com o irmão do rei), ou que foi uma decisão do próprio Luís XIV.

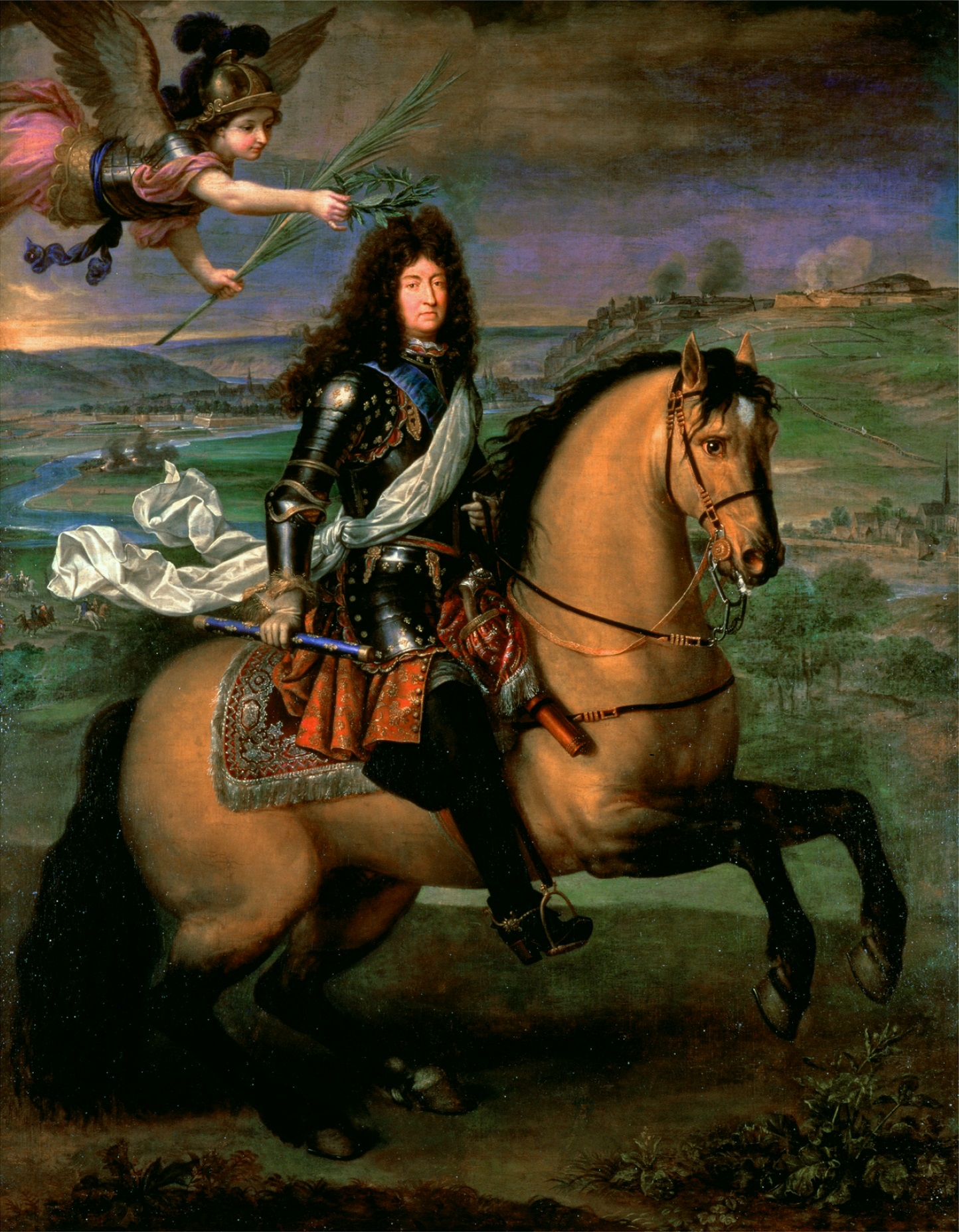
Retrato equestre de Luís XIV durante a Guerra da Liga de Augsburgo. Por Pierre Mignard, 1694.

Quando o Eleitor do Palatinado, Carlos II, morreu sem descendentes em 1685 e seu parente distante, o duque Filipe Guilherme de Neuburgo, tornou-se o novo eleitor, Luís XIV reivindicou o direito ao trono palatino para a esposa de seu irmão, a Princesa Palatina, única irmã legítima de Carlos II. Em 1688, Luís XIV interveio na eleição do Arcebispo-Eleitor de Colônia, apoiando Wilhelm Egon von Fürstenberg contra José Clemente da Baviera, e pediu aos franceses que aceitassem a reivindicação da França em relação à questão da sucessão do Palatinado. Quando isso foi rejeitado, ele usou isso como desculpa para invadir o Palatinado. Os príncipes alemães, alarmados com isso, uniram-se para resistir, mas não conseguiram deter o exército francês, que realizou a tática de terra arrasada, que resultou na destruição completa do Eleitorado (o Saque do Palatinado).
Durante esse período, na Inglaterra o rei Jaime II, que havia procurado restaurar o catolicismo, foi exilado e sua filha protestante Maria Stuart com o marido Guilherme de Orange foram coroados Maria II e Guilherme III da Inglaterra, respectivamente. Luís XIV alertou o Parlamento Holandês para impedir a invasão da Inglaterra pelo Príncipe de Orange, mas quando isso não foi aceito, a França declarou guerra aos Países Baixos. Entretanto, a Dieta Imperial também votou pela declaração de guerra à França, e Leopoldo I, Sacro Imperador Romano declarou formalmente guerra à França em nome do Sacro Império Romano. Assim, formou-se uma aliança anti-francesa (a Liga de Augsburgo ou Grande Aliança), constituída pela Inglaterra, Países Baixos, Espanha, Sacro Império Romano, Brandemburgo, Saxônia, Baviera, Saboia e Suécia.
Nos estágios iniciais da Guerra da Liga de Augsburgo (1688-1697) no continente, o Sacro Imperador Romano foi forçado a se concentrar na luta contra o Império Otomano (Grande Guerra Turca), e o exército francês tinha uma posição vantajosa, derrotando o exército holandês na Batalha de Fleurus (1690) e ocupando Namur (1692). Luís XIV deu refúgio ao exilado Jaime II e, quando a guerra eclodiu, ele o enviou para a Irlanda com uma frota. Entretanto, as forças jacobitas de Jaime II falharam no Cerco de Londonderry e ficaram presas na Irlanda, e a frota francesa foi derrotada pela frota anglo-holandesa nas Batalhas de Barfleur e La Hougue em 1692, perdendo definitivamente o controle dos mares para a Inglaterra.
A guerra então degenerou em uma prolongada luta de atrito na qual, embora os franceses tenham vencido algumas batalhas, eles se viram cercados e isolados pela Coalizão, enquanto seu tesouro estava esvaziado. Com a França mantendo a sua vantagem táctica, a guerra terminou com o Tratado de Rijswijk em 1697.
Luís XIV prometeu não mais reivindicar os direitos da Princesa Palatina (o Eleitorado do Palatinado e o Eleitorado de Colônia foram herdados pelos filhos de Filipe Guilherme de Neuburgo, João Guilherme e José Clemente da Baviera, respectivamente) e foi forçado a renunciar a alguns dos territórios que havia adquirido após a Guerra Franco-Holandesa de 1679, como Luxemburgo, embora tenha mantido Estrasburgo. Luís XIV também reconheceu Guilherme III e Maria II como reis da Inglaterra e prometeu não mais apoiar Jaime II. O tratado de paz era impopular entre o povo, pois era visto como uma  concessão ao inimigo.

### Guerra da Sucessão Espanhola
| França Domínio dos Habsburgos Espanhóis Domínio dos Habsburgos Austríacos |

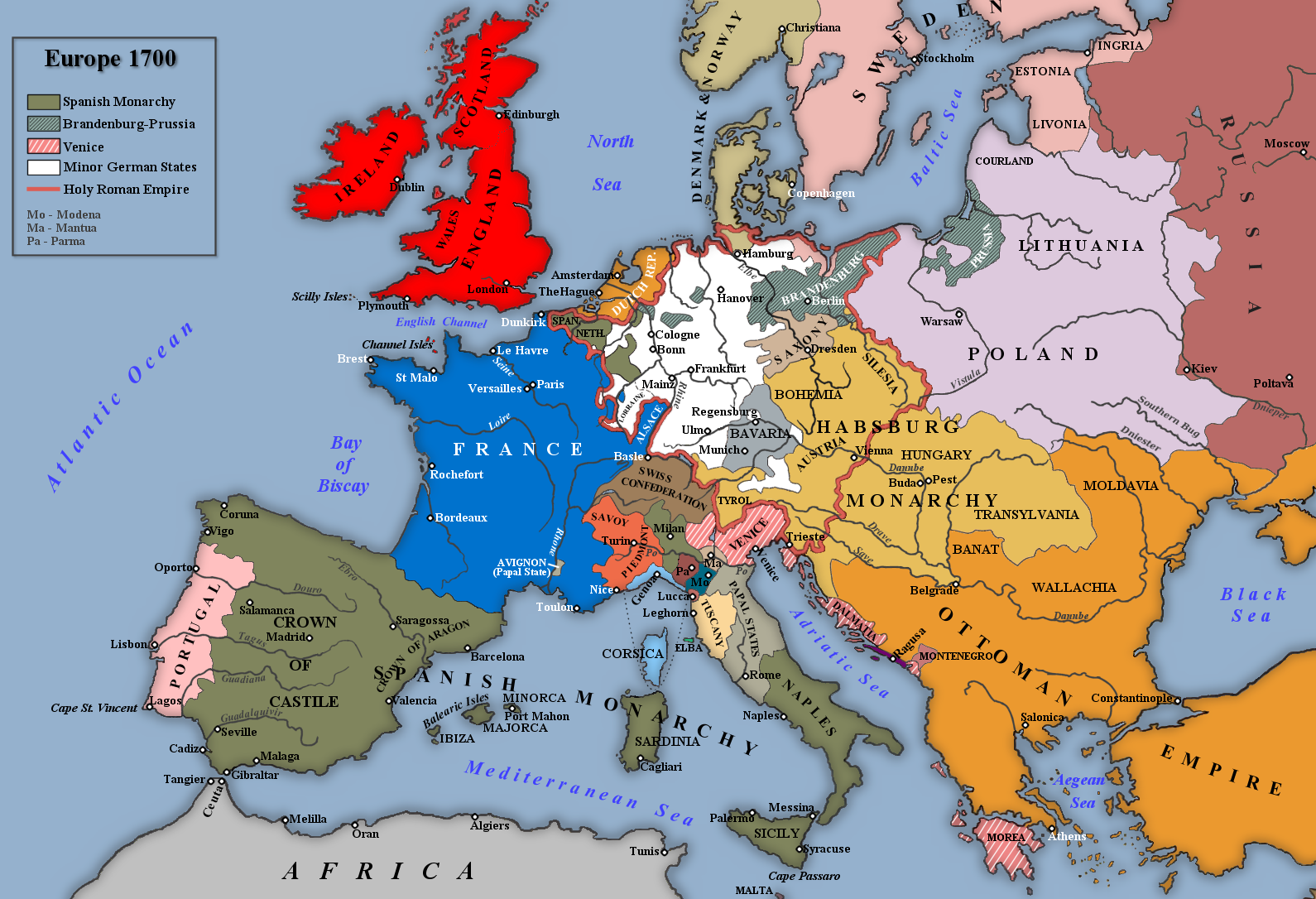
Europa por volta de 1700.

Após o Tratado de Rijswijk, a principal preocupação na Europa era a sucessão ao trono espanhol. O rei Carlos II da Espanha era extremamente frágil devido a endogamia congênita dos Habsburgos e era incapaz de produzir um herdeiro. Carlos II reinava sobre um vasto império que incluía não apenas a Espanha, mas também Nápoles, Sicília, Países Baixos Espanhóis e um Império Colonial, fazendo da sucessão ao trono espanhol uma questão de disputa entre as potências da Europa.
Luís XIV e Leopoldo I, Sacro Imperador Romano eram parentes próximos da família real espanhola e candidatos rivais a sucessão ao trono. Luís XIV era neto de Filipe III da Espanha e marido de uma filha de Filipe IV. Leopoldo I também era filho de uma filha de Filipe III, bem como marido de uma filha de Filipe IV. Luís XIV tinha vantagem sobre Leopoldo por ser filho e marido de das filhas primogênitas dos reis da Espanha. O candidato natural francês ao trono espanhol era seu filho, o Grande Delfim, mas Luís XIV sabia que outras nações temeriam uma possível união dos tronos francês e espanhol, então ele apoiou o segundo filho do delfim, seu neto Filipe, Duque de Anjou. Por outro lado, o Sacro Imperador Romano apoiou seu segundo filho, o arquiduque Carlos. A Espanha, por sua vez, evitou reconhecer como herdeiro tanto o candidato francês quanto o austríaco e optou em favor do príncipe José Fernando da Baviera. Ele era filho de Maximiliano II Emanuel, Eleitor da Baviera e da arquiduquesa Maria Antônia da Áustria, por sua vez filha da infanta Margarida Teresa da Espanha, a primeira esposa de Leopoldo I.
Em 1698, ao saber que Carlos II estava próximo da morte, Luís XIV abordou o rei Guilherme III da Inglaterra e concluiu o Tratado de Partilha da Espanha entre a França e a Inglaterra, em estrito sigilo de seu rival Leopoldo I, bem como da corte espanhola, que era a parte envolvida. O Primeiro Tratado de Partição concordou com a sucessão de José Fernando ao trono espanhol, mas deu a Sicília, Nápoles e os portos da costa toscana ao Grande Delfim, Milão ao arquiduque Carlos e forneceu facilidades comerciais para a Inglaterra. No entanto, ao tomar conhecimento do conteúdo do tratado, a Espanha resistiu fortemente à partilha do território. Ao tomar conhecimento do tratado, Carlos II assinou um testamento nomeando José Fernando seu herdeiro e dando-lhe todas as possessões da Espanha.
Entretanto, a morte prematura de José Fernando por varíola seis meses depois trouxe a questão sucessória de volta à estaca zero. Luís XIV e Guilherme III deixaram novamente a Áustria fora de cena quando concluíram o Segundo Tratado de Partição, que reconheceu a sucessão do arquiduque Carlos ao trono espanhol, aos Países Baixos e às colónias ultramarinas, mas deu Milão ao Grande Delfim. Entretanto, o imperador se recusou a aceitar o tratado.
A corte espanhola queria manter a unidade do império e percebeu que para isso deveria escolher entre os Bourbons franceses e os Habsburgos austríacos, escolhendo, por fim, a França. No seu leito de morte, em 7 de outubro de 1700, Carlos II assinou um testamento nomeando Filipe, Duque de Anjou, como seu herdeiro, desde que os territórios de Espanha permanecessem indivisos, e estabelecendo a linha de sucessão ao trono espanhol como passando para o arquiduque Carlos da Áustria, caso Filipe ou o seu irmão Carlos, Duque de Berry, não cumprissem o seu testamento. No dia 1 de novembro faleceu o rei Carlos II.

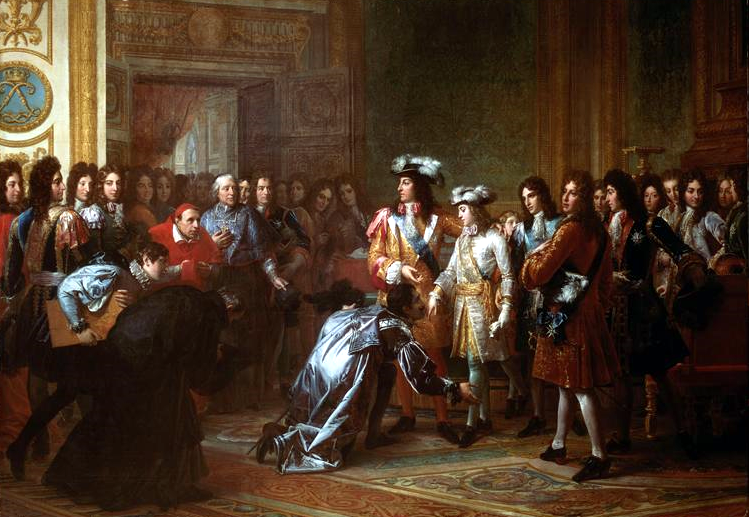
Proclamação de Filipe, Duque de Anjou como Rei da Espanha no Palácio de Versalhes

No entanto, Luís XIV se encontrava em uma posição difícil, de concordar em dividir e manter a paz na Europa ou aceitar o trono espanhol e se tornar inimigo de outras nações europeias. Aconselhado pelo Marquês de Torcy (sobrinho de Colbert), decidiu que se repudiasse o testamento, o arquiduque Carlos tornar-se-ia rei de Espanha, a França seria novamente cercada pelos Habsburgos e o imperador não reconheceria nem a partilha dos territórios nem a reivindicação dos Bourbons ao trono espanhol. Ele então decidiu que, se a guerra eclodisse de qualquer maneira, ele herdaria toda a Espanha. Em 16 de novembro, Luís XIV anunciou sua aceitação do testamento e proclamou seu neto, Filipe, Duque de Anjou, como rei Filipe V da Espanha. O embaixador espanhol regozijou-se com a decisão e disse: "Os Pirenéus já não existem".
| “ | Seja um bom espanhol. Mas não se esqueça que você é francês. — Luís XIV sobre a partida de Filipe V para a Espanha | ” |

Quando Guilherme III recebeu a notícia da aceitação do testamento, ficou indignado, sentindo que havia sido "enganado", mas o tratado de partilha que ele havia preparado em segredo do Parlamento também foi criticado, e o exército britânico estava no meio de uma grande redução em sua força militar, então ele reconheceu a ascensão de Filipe V ao trono espanhol. Contudo, Luís XIV tomou uma atitude provocadora. Contaminando os medos de outras nações, ele reteve o direito de Filipe V ao trono francês, enviou tropas francesas para os Países Baixos Espanhóis para expulsar as tropas holandesas estacionadas lá sob os termos do Tratado de Rijswijk e concedeu vários privilégios à Companhia da Guiana Francesa na colônia espanhola, o que também ameaçou o comércio ultramarino britânico e holandês. Quando Jaime II, que estava exilado na França, morreu em novembro de 1700, Luís XIV revogou o reconhecimento de Guilherme III e proclamou o filho mais velho de Jaime II, Jaime Francisco Eduardo Stuart, o pretendente católico, como o legítimo rei da Inglaterra.
| Paz de Vestfália (1648) Tratado dos Pirenéus (1659) Aquisições 1661–1662 Tratado de Aachen (1668) Tratados de Nimega (1678–1679) Anexação de Charolais (1684) Tratado de Rijswijk (1696) Tratado de Utrecht (1713) |

Territórios adquiridos por Luís XIV.

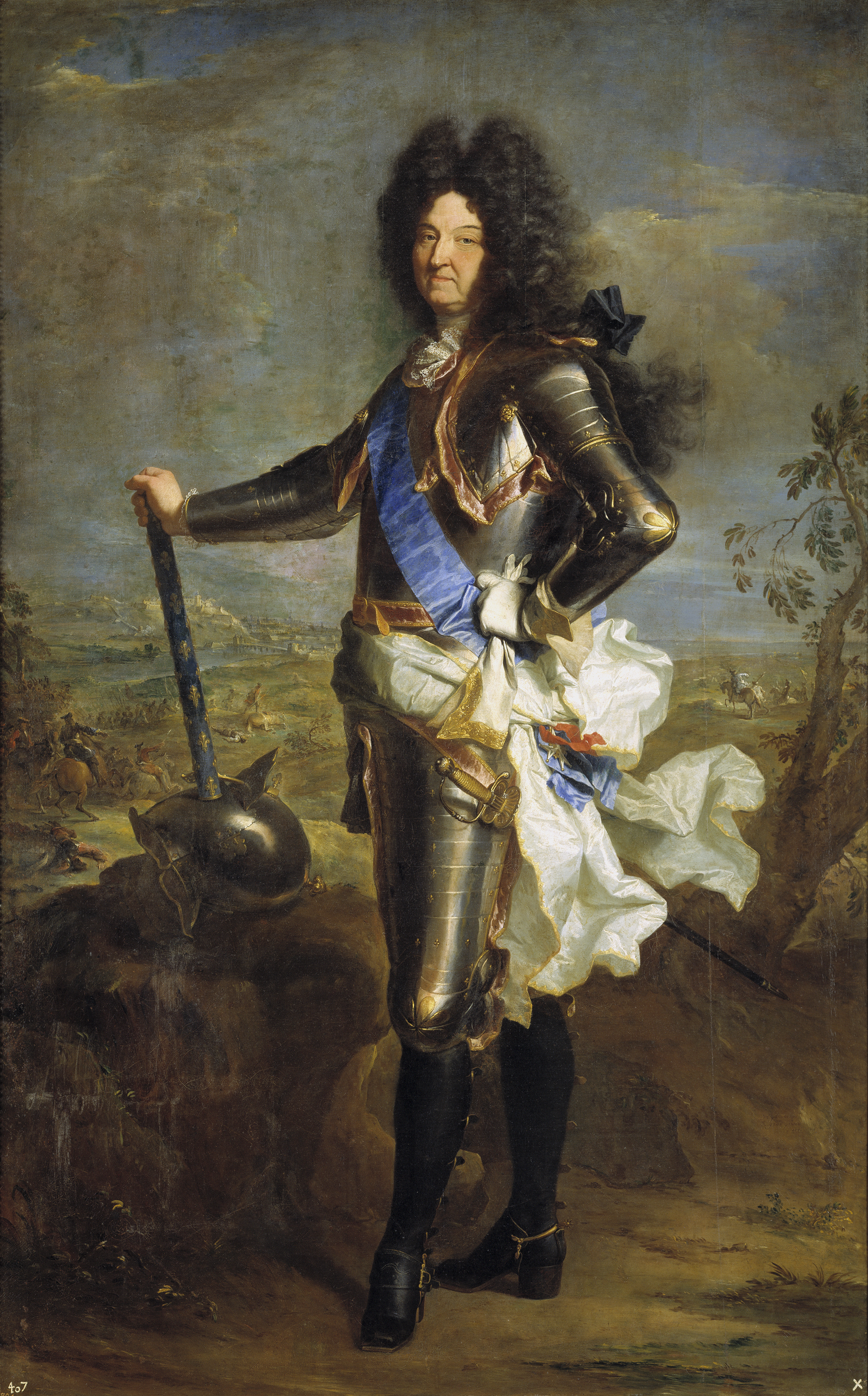
Luís XIV, em 1701.

Como resultado, a Grã-Bretanha formou a União de Haia (Grande Aliança) com os Países Baixos, o Sacro Imperador Romano (Áustria) e os estados alemães. Enquanto isso, o Reino dos Habsburgos da Hungria expressou seu apoio a Ferenc II Rákóczi, Príncipe da Transilvânia, que havia se rebelado, e a Baviera, Portugal e Saboia apoiaram Luís XIV e Filipe V. Leopoldo I proclamou unilateralmente o arquiduque Carlos rei da Espanha e invadiu o norte da Itália em 1701, dando início à guerra. Em 8 de março de 1702, no meio de uma tensa situação internacional, Guilherme III morreu repentinamente, e sua cunhada, Ana Stuart (segunda filha de Jaime II), herdou os tronos da Inglaterra, Escócia e Irlanda.
Assim começou a Guerra da Sucessão Espanhola (1701–1714), que ocuparia grande parte do restante do reinado de Luís XIV. O exército francês lutou predominantemente nos estágios iniciais da guerra e mostrou sinais de invasão da Áustria, mas foi forçado a ficar na defensiva após ser derrotado por John Churchill, 1.º Duque de Marlborough, e pelo príncipe Eugênio de Saboia na Batalha de Blenheim (13 de agosto de 1704). Como resultado dessa derrota, a Baviera foi ocupada e efetivamente retirada da guerra, enquanto Portugal e Saboia mudaram de lado para se juntar à coalizão antifrancesa. Em 1704, a cidade estratégica de Gibraltar foi ocupada pelos ingleses. Luís XIV enviou uma frota para retomá-la, mas ela foi repelida, deixando sua frota em ruínas e permitindo que a Marinha Inglesa estabelecesse o controle dos mares do Atlântico ao Mediterrâneo.
A guerra correu no curso das guerras tradicionais na Europa, desde Flandres e o Alto Reno até o norte da Itália, o sul da França, Milão e Saboia, e na Espanha continental. A força combinada de ambos os lados atingiu entre 200.000 e 300.000 soldados, colocando pressão sobre as finanças francesas. Nas colônias norte-americanas, a França inicialmente teve vantagem, mas a Grã-Bretanha recuperou o poder e a forçou a uma posição desvantajosa (Guerra da Rainha Ana).
A guerra continuou prolongada novamente, mas os franceses lutaram com habilidade, apesar de estarem estrategicamente cercados, e a União de Haia começou a mostrar sinais de fadiga. Leopoldo I morreu em 1705 e foi sucedido por seu filho mais velho, José I. Como José I não tinha filhos homens, o arquiduque Carlos, que estava competindo com Filipe V pelo trono espanhol, sucedeu-o como imperador como Carlos VI em 1711. Muitos países temiam uma repetição do grande império espanhol, e o impulso pela paz cresceu rapidamente.
Luís XIV e Filipe V fizeram as pazes com a Grã-Bretanha em 1713 com o Tratado de Utrecht. Em 1714, a Alemanha assinou o Tratado de Rastatt com a Áustria. Esses tratados de paz reconheceram a reivindicação de Filipe V ao trono espanhol e suas colônias nas Américas, mas cederam as possessões espanholas dos Países Baixos, norte da Itália, Nápoles e Sardenha para a Áustria, e permitiram que a Grã-Bretanha ganhasse Gibraltar e expandisse suas colônias na América do Norte. Além disso, Luís XIV foi forçado a prometer que deixaria de apoiar a reivindicação de Jaime Francisco ao trono inglês. Depois disso, Jaime Francisco e seus descendentes confrontaram a dinastia hanoveriana de Jorge I, que ascendeu ao trono após a morte de Ana, mas não conseguiu se tornar rei da Inglaterra, em parte devido à falta de apoio francês.

### Fim do reinado e morte

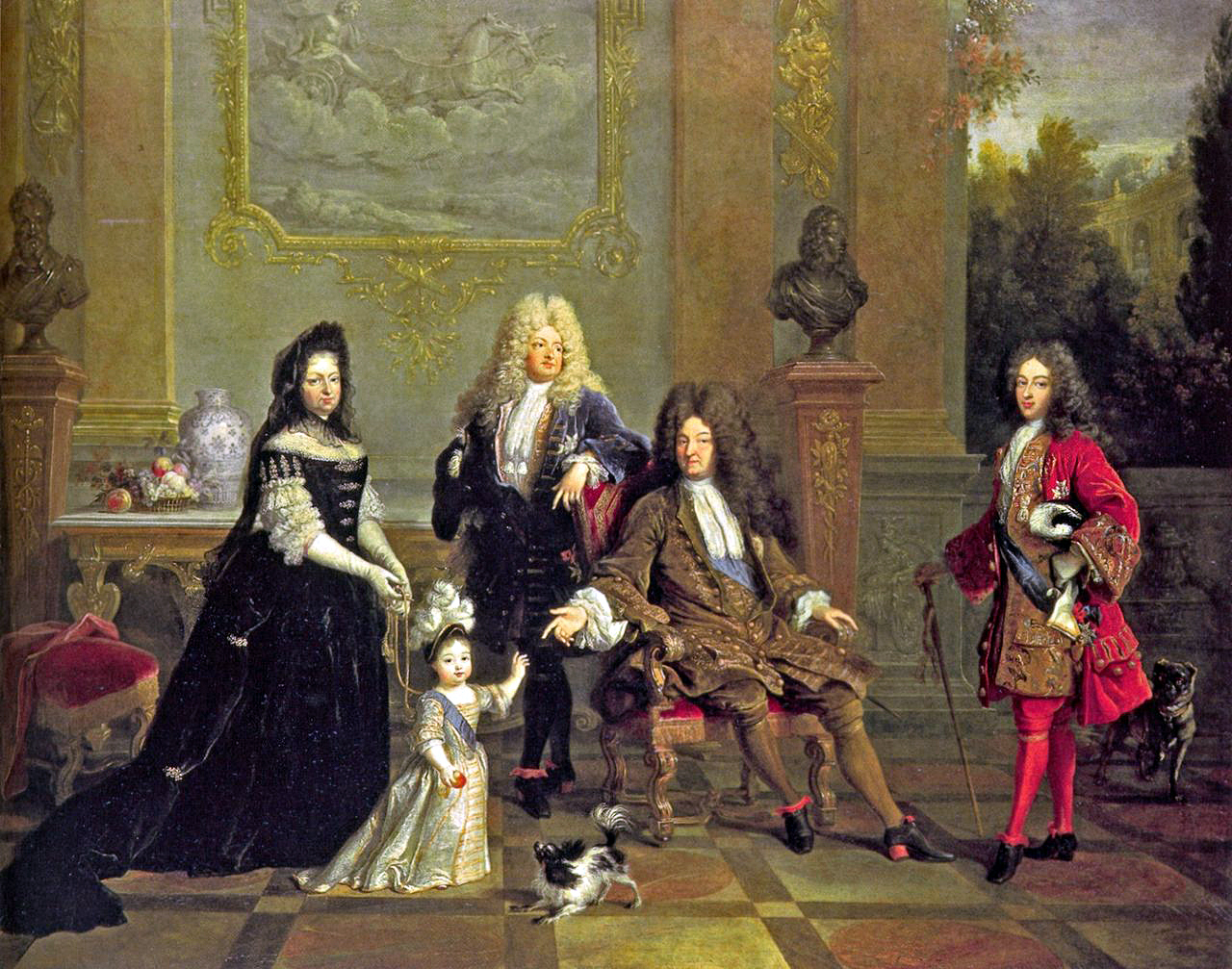
Luís XIV e sua família em seus últimos anos. Da esquerda para a direita: seu bisneto Luís, Duque da Bretanha com a governanta Madame de Ventadour, seu filho mais velho o Grande Delfim, Luís XIV, e seu neto Luís, Duque da Borgonha (atribuído a Nicolas de Largillière, por volta de 1710).

Nos últimos anos do reinado de Luís XIV, as finanças da França estavam à beira do colapso devido aos enormes custos de anos de guerra, e os altos impostos deixaram o povo francês em apuros. Em 1709, uma canção popular instava as pessoas a "seguirem o exemplo dos ingleses', que anteriormente tinham liderado uma revolução e derrubado a monarquia.
A infelicidade continuou na casa de Luís XIV; a maioria de seus filhos legítimos morreram na infância, e o único a atingir a idade adulta, o Grande Delfim, morreu antes em 1711. Ele deixou três filhos, mas seu mais velho, Luís, Duque da Borgonha, também morreu no ano seguinte, de varíola (ou sarampo), e no mesmo ano, o segundo filho de Borgonha, Luís, Duque da Bretanha, também morreu jovem da mesma doença. Luís XIV foi muito atingido pelo infortúnio de perder seus filhos, netos e bisneto num curto périodo de tempo. Como resultado, o mais novo dos três filhos do Duque da Borgonha, o Duque de Anjou, que era o único homem sobrevivente, tornou-se o novo Delfim da França.
Em 1 de setembro de 1715, poucos dias antes de seu décimo sétimo aniversário, Luís XIV morreu de um caso agravado de gangrena. Em seu leito de morte, ele chamou o jovem delfim e o advertiu, dizendo: "Eu lutei muitas guerras, mas você não deve me imitar". Seu corpo foi sepultado na Basílica de Saint-Denis, perto de Paris. O povo se alegrou com a morte do velho rei e proferiu insultos durante seu cortejo fúnebre.
O delfim de cinco anos ascendeu ao trono como Luís XV. De acordo com a lei, o sobrinho de Luís XIV, Filipe II, Duque de Orleães, deveria ter agido como regente do infante Luís XV, mas o duque tinha reputação de ser libertino, e, hipocritamente, Luís XIV tentou limitar seu poder durante sua vida. Ele não nomeou um regente, mas sim um Conselho de Regência, cujos membros incluíam Luís Augusto de Bourbon, Duque de Maine, seu filho legitimado com a Marquesa de Montespan, e deixou o Duque de Orleães como seu presidente. No entanto, o Duque de Orleães convenceu o Parlamento de Paris a anular o testamento de Luís XIV. O Duque de Orleães destituiu o Duque do Maine do seu título real "príncipe de sangue" (prince du sang) e do seu comando da Guarda Real, aprisionou-o e tornou-se o único regente. A regência do Duque de Orleães durou até Luís XV atingir a maioridade em 1723.

## Personalidade

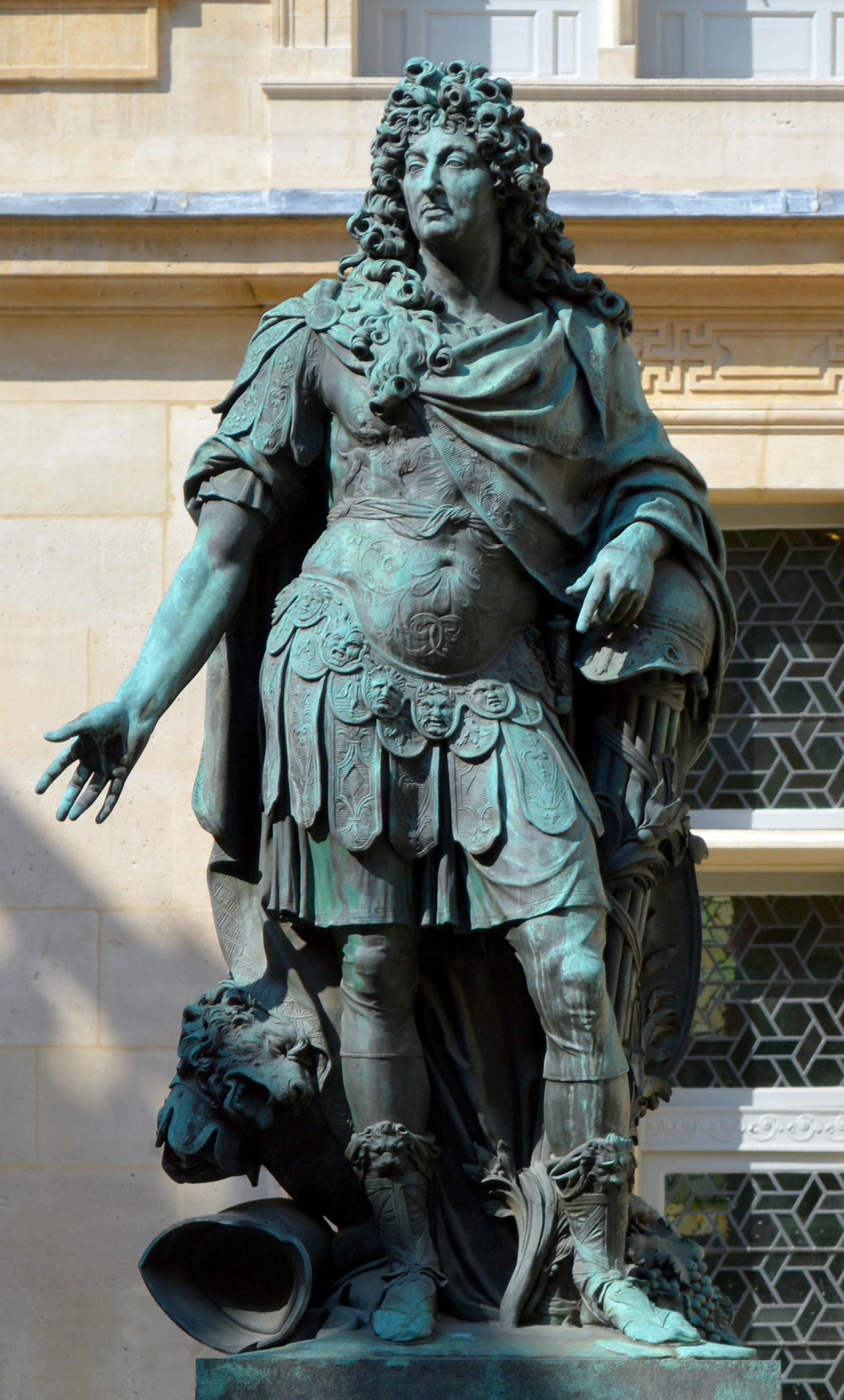
Estátua de Luís XIV. Por Coysevox, na Coleção do Museu Carnavalet.

| “ | Há um sol em mim. Sua luz incomparável e deslumbrante traz o bem a tudo que toca. O sol nos dá a maior beleza e poder que somente um grande monarca pode retratar. — Luís XIV, "Memórias para a Educação de um Príncipe" | ” |

Luís XIV foi um rei tão diligente que foi chamado de "Rei Burocrata" (Rois Bureaucratie). A sua vida era tão regular que o Duque de Saint-Simon escreveu nas suas Mémoires que "com a ajuda de um almanaque e de um relógio era possível saber o que o Rei fazia a grande distância". Luís XIV gostava de cercos de campo e desfiles militares. Em todas as atividades, seja caça, festividades ou amor, ele se dedicava energicamente, nunca se cansando de um dia inteiro de atividade e forçando os outros a fazerem o mesmo. Ele tinha um forte senso de honra e, em suas memórias, raramente menciona seus súditos ou mesmo seus predecessores, descrevendo, em vez disso, todas as suas realizações como se fossem suas; um historiador descreveu sua atitude como "arrogância faraônica". Nas suas memórias, criticou o governo britânico, que era governado por um compromisso entre o Rei e o Parlamento, afirmando que "as decisões pertencem unicamente à Coroa, e o papel dos membros é meramente executar ordens".
Ele adorava ser elogiado pelo povo, e seus súditos competiam para bajulá-lo. Ele forçava seus súditos a estarem constantemente presentes na corte e, se eles negligenciassem o comparecimento, ele dizia friamente, com um olhar carrancudo no rosto: "Não conheço tal pessoa", mas, por outro lado, ele concedia àqueles que faziam um esforço para comparecer à corte e obedecê-lo, presentes e honras caros.
Ele era educado com todas as damas, desde as nobres até as humildes lavadeiras, e as cumprimentava tocando em seu chapéu. Ele era meticuloso, interessava-se pelo treino dos seus soldados e pelos assuntos domésticos, era desconfiado, usava espiões e não tinha escrúpulos em abrir cartas de outras pessoas. Em suas memórias, Saint-Simon escreveu que "Luís XIV desejava ordem e disciplina", e continuou a manter a tradição real francesa de jantares públicos (grand couverts) até pouco antes de sua morte. Luís XIV transformou todos os detalhes da vida na corte, desde rezar no palácio até simplesmente levantar-se e beber, em rituais solenes. Ele impôs uma etiqueta complexa ao povo, restringindo seu comportamento. Frederico II da Prússia, ao ouvir sobre as tediosas cerimônias da corte de Luís XIV, comentou que "eu criaria outro rei por ordem real e o faria fazer isso". Hippolyte Taine, crítico e historiador francês do século XIX, descreveu a vida da corte real, com suas constantes aparições públicas e aspectos cerimoniais, como "o trabalho de um ator".

## Mitos sobre o nascimento

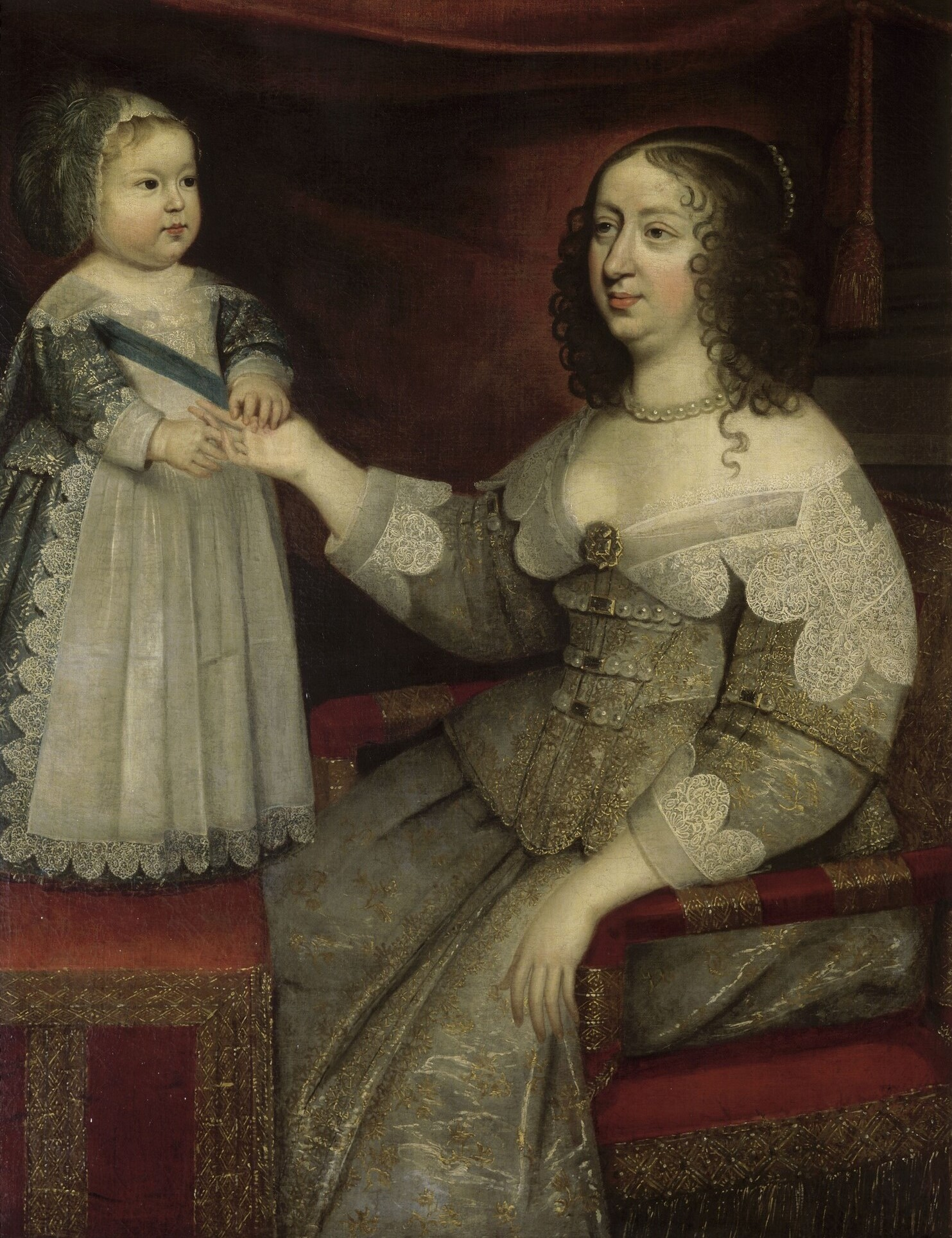
Luís XIV e Ana da Áustria (artista desconhecido, século XVII)

O nascimento de Luís XIV foi marcado por escândalo. Em relação ao seu pai biológico, há teorias de que ele era Richelieu, o primeiro-ministro do pai do rei, ou até memso Mazarin, que serviu como primeiro-ministro durante a regência de Ana da Áustria. A razão por trás desse mito é que o casamento de Luís XIII e Ana da Áustria era frio e distante. Ana da Áustria era famosa por sua beleza e havia sido cortejada publicamente pelo cortesão inglês George Villiers, 1.º Duque de Buckingham, mas não se dava bem com Luís XIII. Diz-se também que Luís XIII tinha fortes tendências homossexuais. No entanto, um dia, durante uma viagem de caça, Luís XIII enfrentou mau tempo perto do castelo de sua esposa Ana e foi forçado a dormir lá durante a noite. Foi nesta noite que, supostamente, Luís XIV foi concebido.
A teoria da paternidade de Richelieu teve origem em um romance intitulado O Amor de Ana da Áustria, publicado em Colônia, Alemanha, em 1692, e ganhou credibilidade por uma referência a ela em O Século de Luís XIV, de Voltaire. Acerca da teoria persistente de que Ana Áustria e Mazarin eram amantes e este último seria o verdadeiro pai do rei, é a teria mais infundada, dado que quando Ana engravidou de Luís XIV em dezembro de 1637, Mazarin ainda estava na Itália.
A teoria de que o misterioso prisioneiro durante o reinado de Luís XIV (conhecido como "O Homem da Máscara de Ferro") era na verdade irmão do rei apareceu pela primeira vez em um conto histórico de uma autora pouco conhecida chamada Dorat Cubières, e mais tarde foi usada por Alexandre Dumas como tema da terceira parte da sua trilogia dos Mosqueteiros, O Visconde de Bragelonne. O filme norte-americano O Homem da Máscara de Ferro (1998), estrelado por Leonardo DiCaprio, foi baseado neste romance.

## As mulheres do Rei
Quando jovem, Luís XIV demonstrou pouco interesse por mulheres, para preocupação de sua mãe, Ana da Áustria, mas em 1658, quando tinha cerca de vinte anos, teve seu primeiro caso de amor com uma criada da rainha, que acabou sendo enviada para um convento. Na juventude, seu primeiro amor foi Maria Mancini, sobrinha do Cardeal Mazarin. Mazarin trouxe suas sobrinhas para a França como peões para casamentos com a nobreza, e Luís XIV se apaixonou por uma delas, Olímpia Mancini, mas ela logo se casou e ele então voltou sua atenção para Maria. O jovem Luís XIV queria se casar com ela como rainha e não tê-la meramente como amante. No entanto, na época a rainha regente Ana da Áustria e Mazarin negociavam um casamento de Estado entre Luís XIV e a infanta Maria Teresa, filha do rei Filipe IV da Espanha, casamento que veio a se concretizar na sequência da assinatura do Tratado dos Pirenéus. Maria Mancini foi posteriormente enviada para a Itália e casada com Lorenzo Onofrio, Conde de Colonna.
A rainha Maria Teresa era uma mulher devota e modesta que deu à luz seis filhos, incluindo o Grande Delfim, mas Luís XIV nunca a amou. Ela falava mal o francês e tinha um forte sotaque espanhol, além de não conseguir entreter Luís XIV em conversas. Contudo, esse comportamente não era exclusivo de Luís XIV; tanto seu avô, Henrique IV, quanto seu pai, Luís XIII, tinham relações ruins com suas rainhas. Mas, ao contrário dos seus antecessores, Luís XIV não estava abertamente em desacordo com Maria Teresa; quando a rainha morreu em 1683, o rei lamentou: "Esta é a primeira tristeza que ela me causa".
Luís XIV tinha muitas amantes, incluindo Louise de La Vallière, a Marquesa de Vaugeurs, a Marquesa de Montespan, a Marquesa de Maintenon, e a Duquesa de Fontanges. Além dessas concubinas conhecidas, ele também teve relações sexuais casuais com atrizes e criadas. Luís XIV viveu uma vida luxuosa na corte, cercado por muitas amantes. Compreende-se que essas amantes não tiveram nenhuma influência na política, mas também existem estudos que apontam a Marquesa de Maintenon como uma católica devota que despertou o rei para sua fé, bem como estave envolvida na política de perseguição de protestantes. O Duque de Saint-Simon descreveu o fato de Luís XIV manter os seus casos amorosos dentro dos limites da corte e não os tornar públicos como "prova de um homem apaixonado, mas de uma grande alma".

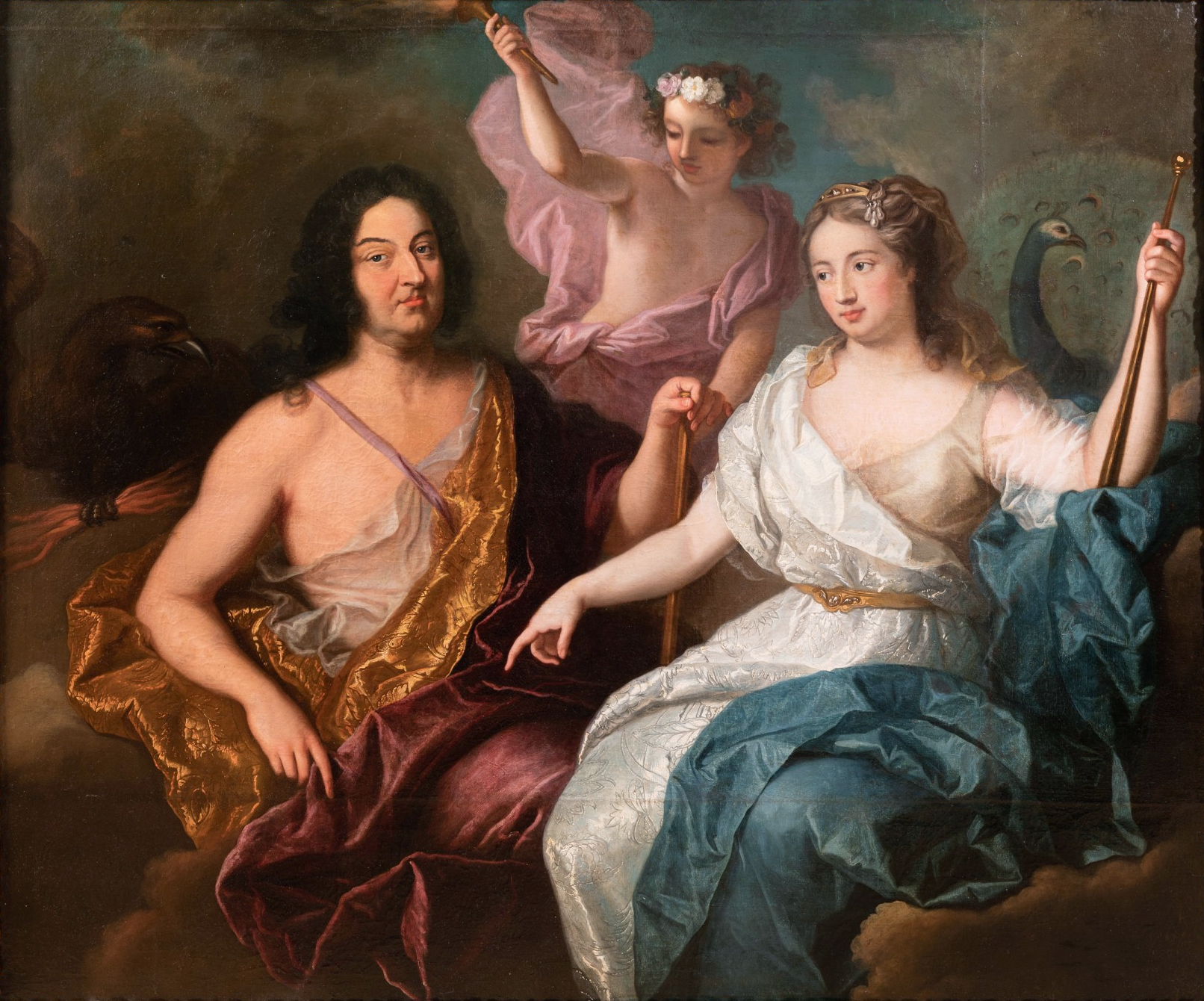
Retrato alegórico de Luís XIV e Louise de La Vallière iluminados pelo Amor (artista desconhecido, século XVII)

No verão de 1661 , Luís XIV ficou fascinado por Henriqueta Ana Stuart, filha do rei Carlos I da Inglaterra, que havia sido executado durante a Revolução Inglesa, e esposa de Filipe de França, Duque de Orleães, seu irmão mais novo, e teve vários encontros secretos com ela na floresta do Palácio de Fontainebleau. O rei de vinte e dois anos e a duquesa de dezessete anos eram primos de primeiro grau, já que o pai de Luís XIV, Luís XIII, era irmão da mãe de Henriqueta, Henriqueta Maria de França, e agora eram primos e cunhados. O comportamento do jovem rei em Fontainebleau tornou-se conhecido pela rainha Maria Teresa e seu irmão Filipe, e como Henriqueta era a irmã mais nova do então rei da Inglaterra, Carlos II, isso fez com que a rainha- mãe Ana da Áustria se preocupasse: "E se a aliança com a Espanha (o país natal da rainha e de Ana) que tanto trabalhamos para construir fosse arruinada?". Na tentativa de encobrir seu caso, Henriqueta contratou uma criada da mesma idade, Louise de La Vallière, para atuar como amante do rei; ironicamente, o rei se apaixonou por Louise, e o escândalo foi contido antes que se tornasse muito sério. Luís XIV gostava muito de Louise, e o grande jantar de gala realizado em Versalhes em 1664, Les Amants de l'Isle des Enchanted, foi dedicado a ela. Embora tivesse três filhos com o rei, Louise era uma mulher devota que era atormentada por sentimentos de culpa em relação à rainha e por duas vezes procurou refúgio num convento. Quando a atenção do rei finalmente se voltou para à Marquesa de Montespan, em 1674, Louise deixou a corte e entrou para um convento.

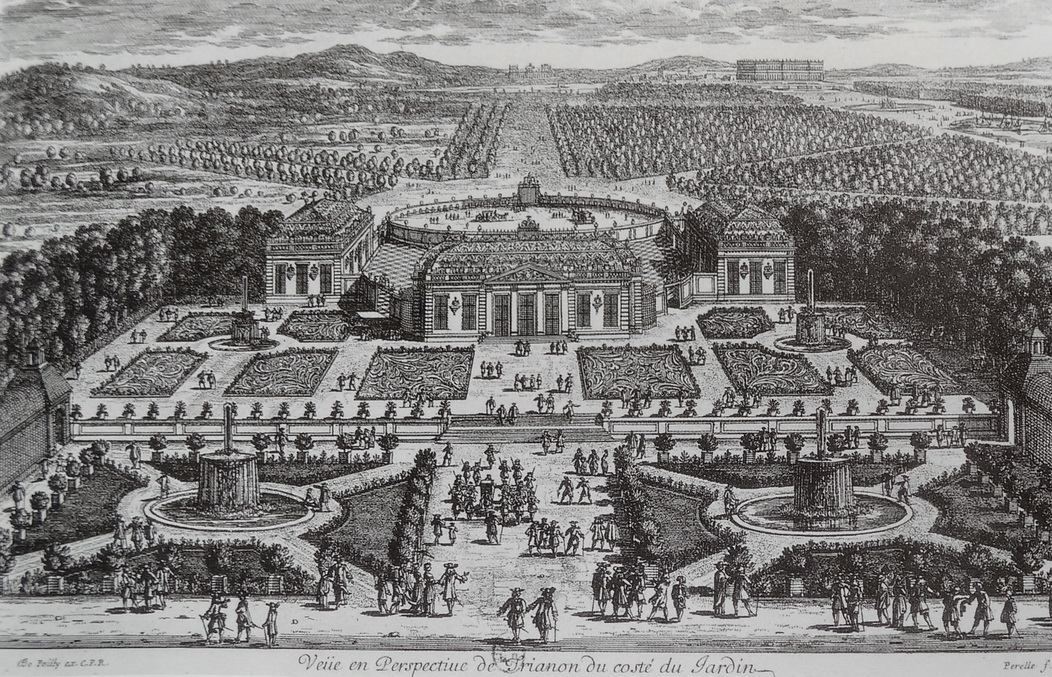
O "Trianon de Porcelana" (Petit Trianon Porcelain Palace) foi construído para a Marquesa de Montespan. Era uma vila nos jardins de Versalhes, uma construção orientalista inspirada nos pagodes de Nanquim, que se dizia serem revestidos de porcelana.

A Marquesa de Montespan vinha de uma família nobre e serviu como dama de companhia da rainha. Ela era uma mulher impressionante, bonita e extremamente ambiciosa. Ela obteve acesso a Luís XIV ao se aproximar de Louise de La Vallière, e a partir de 1667 ela se tornou sua amante. Luís XIV mandou construir o "Trianon de Porcelana" para ela, e as suas extravagâncias com ela foram muito maiores do que as de qualquer uma das suas outras amantes. A Marquesa de Montespan deu à luz oito filhos e governou a corte com maior poder do que a prória rainha por cerca de dez anos.
A partir de 1679, Luís XIV voltou sua atenção à Marie-Angélique de Fontanges. Ela era uma jovem bonita, mas carecia de inteligência. Ela deu à luz uma criança em 1680 e recebeu o título de "Duquesa de Fontanges", mas sofreu sérios problemas de saúde após o parto. Como a Marquesa de Maintenon caiu nas graças do rei, a duquesa deixou a corte e entrou para um convento, onde morreu em 1681, aos 20 anos.
Antes disso, ainda em 1679, o escândalo do Caso dos Venenos causou comoção na corte. A feiticeira La Voisin, que estava envolvida em procedimentos de aborto e venda de afrodisíacos, foi presa por seu envolvimento em envenenamentos. Foi revelado que ela estava realizando um estranho ritual conhecido como "Missa Negra" e que muitos aristocratas eram seus clientes, incluindo a Marquesa de Montespan, o que deu origem a um grande escândalo que atingiu as classes dominantes. Correram rumores de que a morte repentina da Duquesa de Fontanges tinha sido resultado do envenenamento da Marquesa de Montespan e a filha de La Voisin chegou a testemunhar que Montespan estava a planear envenenar não só a duquesa mas também o prório rei. Embora a acusação tenha sido abruptamente dessacreditada e o assunto abafado, isso marcou o início do afastamento de Luís XIV e Montespan. Ela continuou a viver na corte por mais alguns anos, suportando negligência e desprezo, e finalmente tomou a decisão de entrar para um convento, uma retirada que o rei recebeu com satisfação.
A nova amante do rei, a Marquesa de Maintenon era viúva do poeta Paul Scarron e governanta dos filhos do rei com Montespan. Embora não fosse uma mulher bonita, ela era bem-educada, inteligente e modesta e Luís XIV se interessou por ela e a tornou sua favorita. A rainha Maria Teresa morreu em 30 de julho de 1683 e, pouco depois, por volta de 9 de outubro do mesmo ano, Luís XIV casou-se secretamente com a marquesa de Maintenon. Na época, Luís XIV tinha quarenta e seis anos e Maintenon era três anos mais velha que ele. Acredita-se que o rei a amava por outras razões além de sua juventude e beleza, e depos dela a infidelidade do rei chegou ao fim.

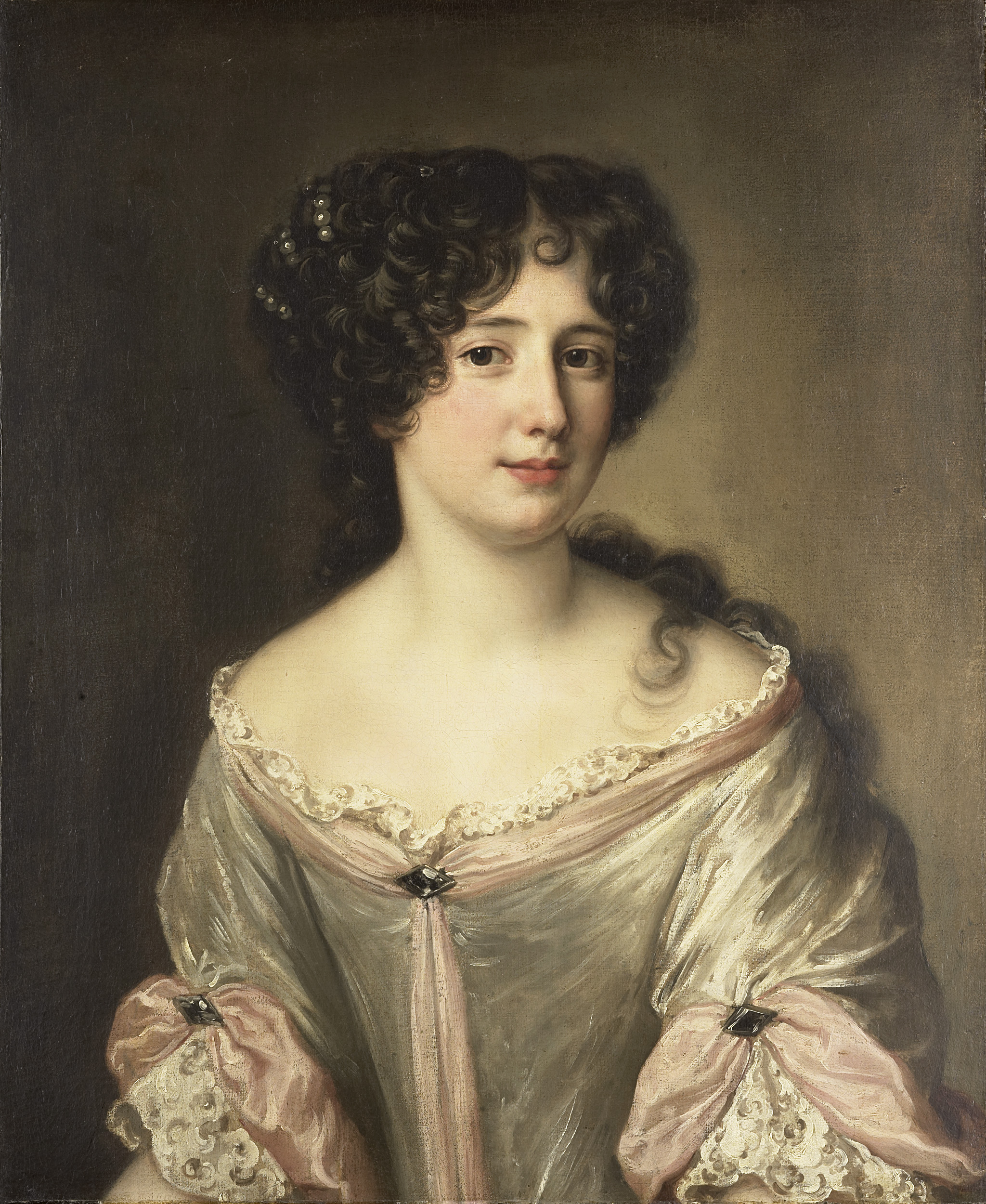
Maria Mancini
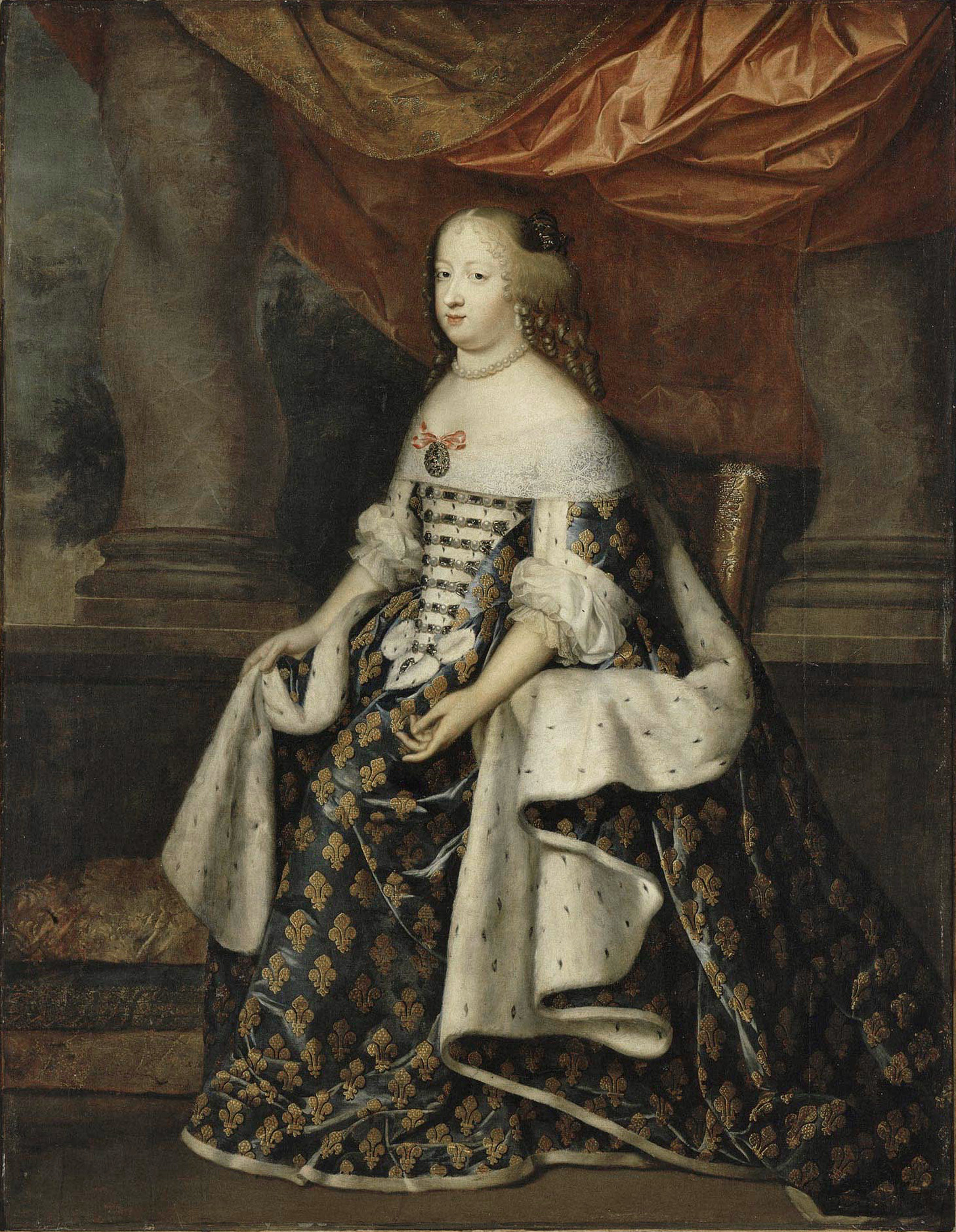
Rainha Maria Teresa
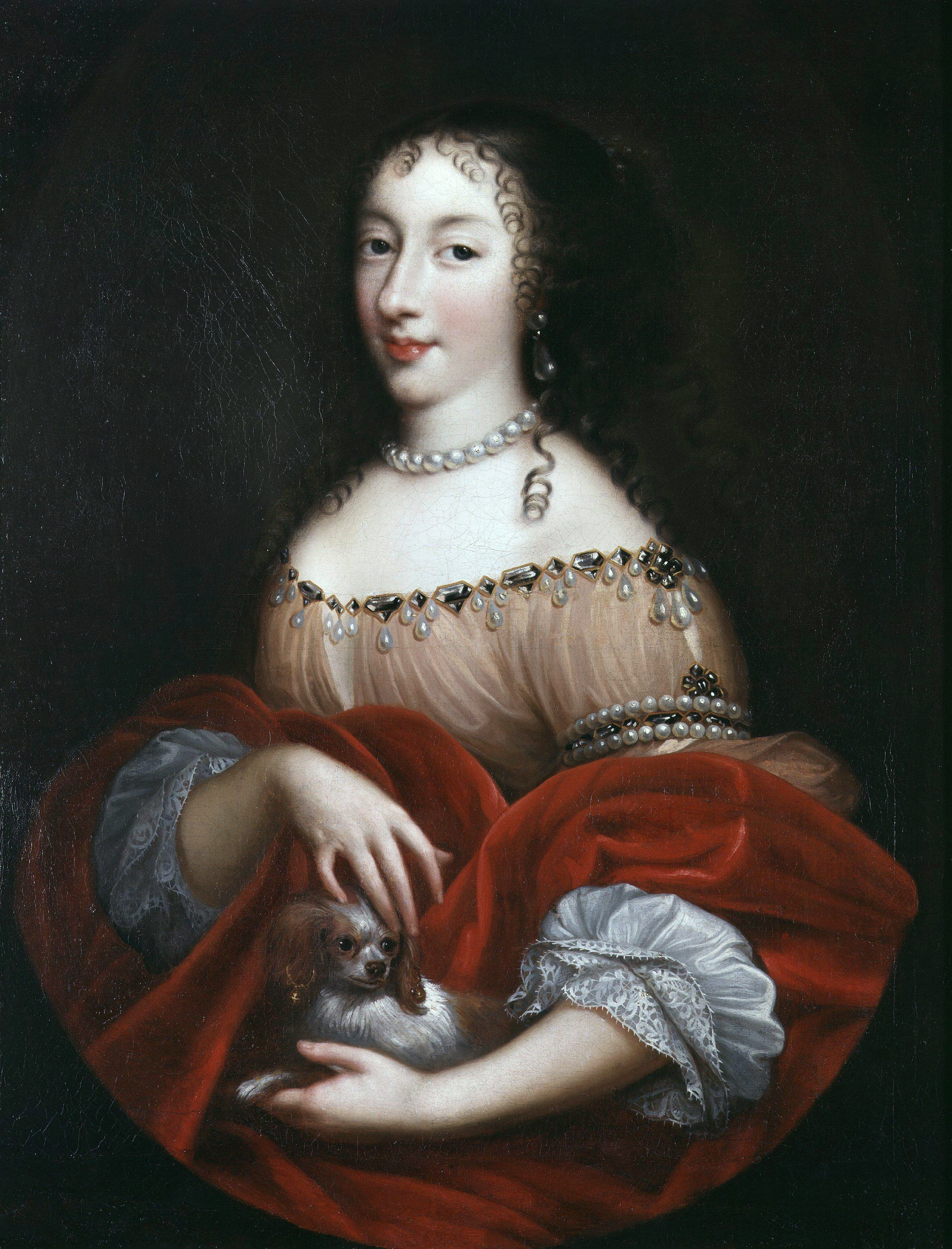
Henriqueta Ana Stuart
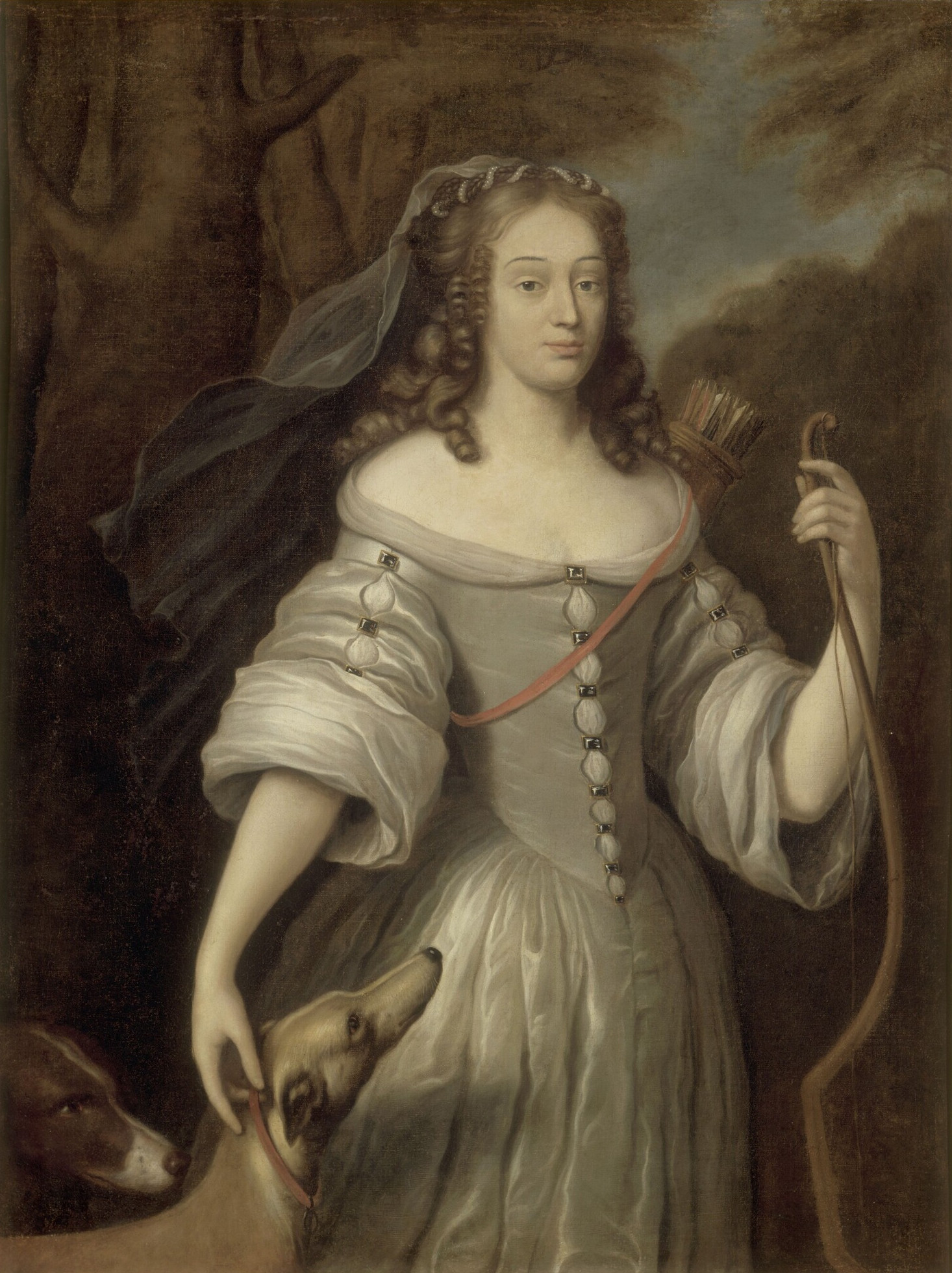
Louise de La Vallière
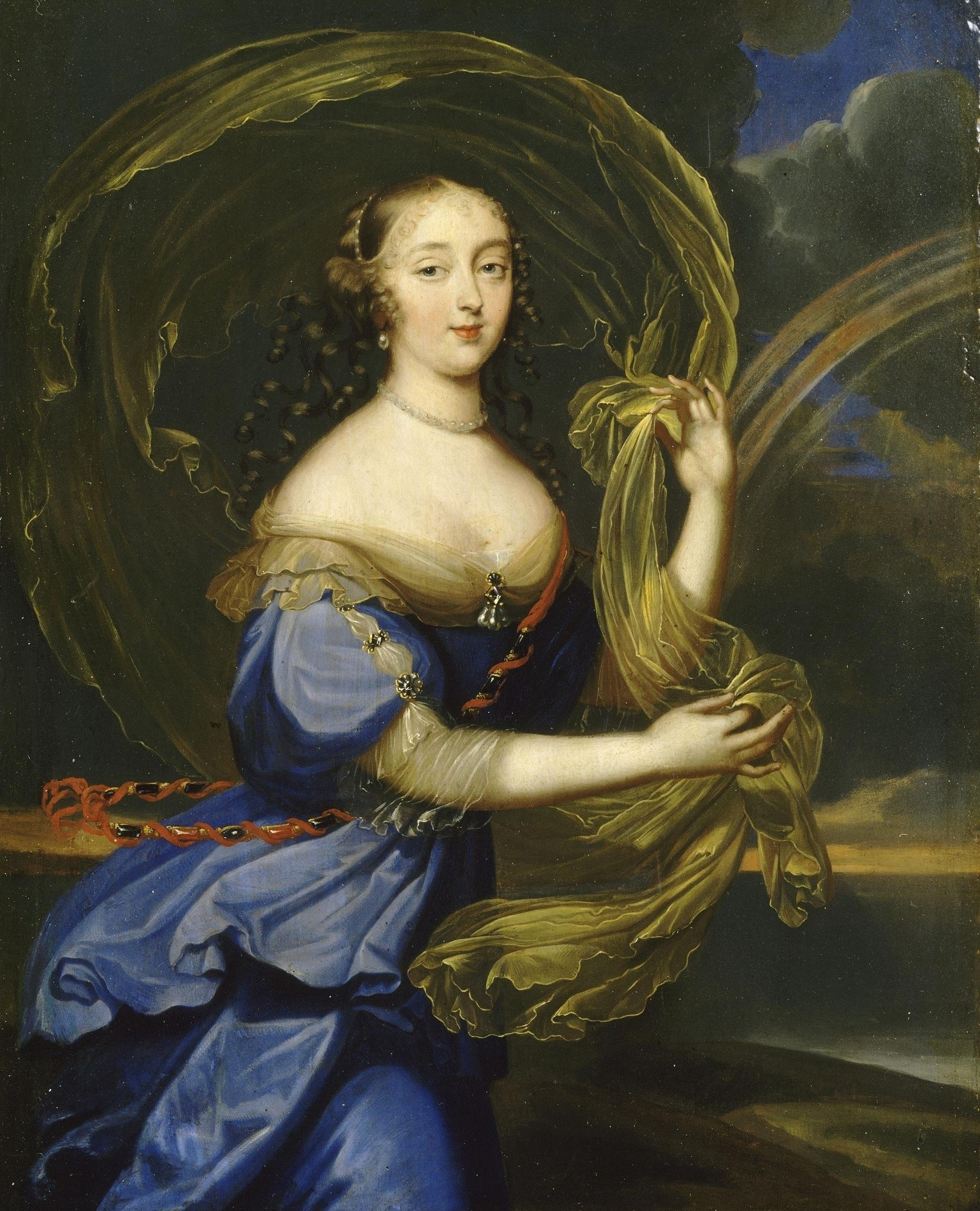
Marquesa de Montespan
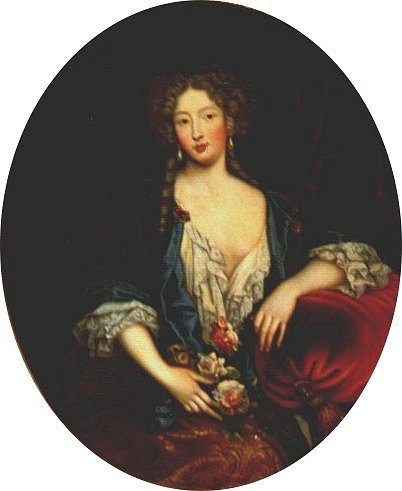
Duquesa de Fontanges
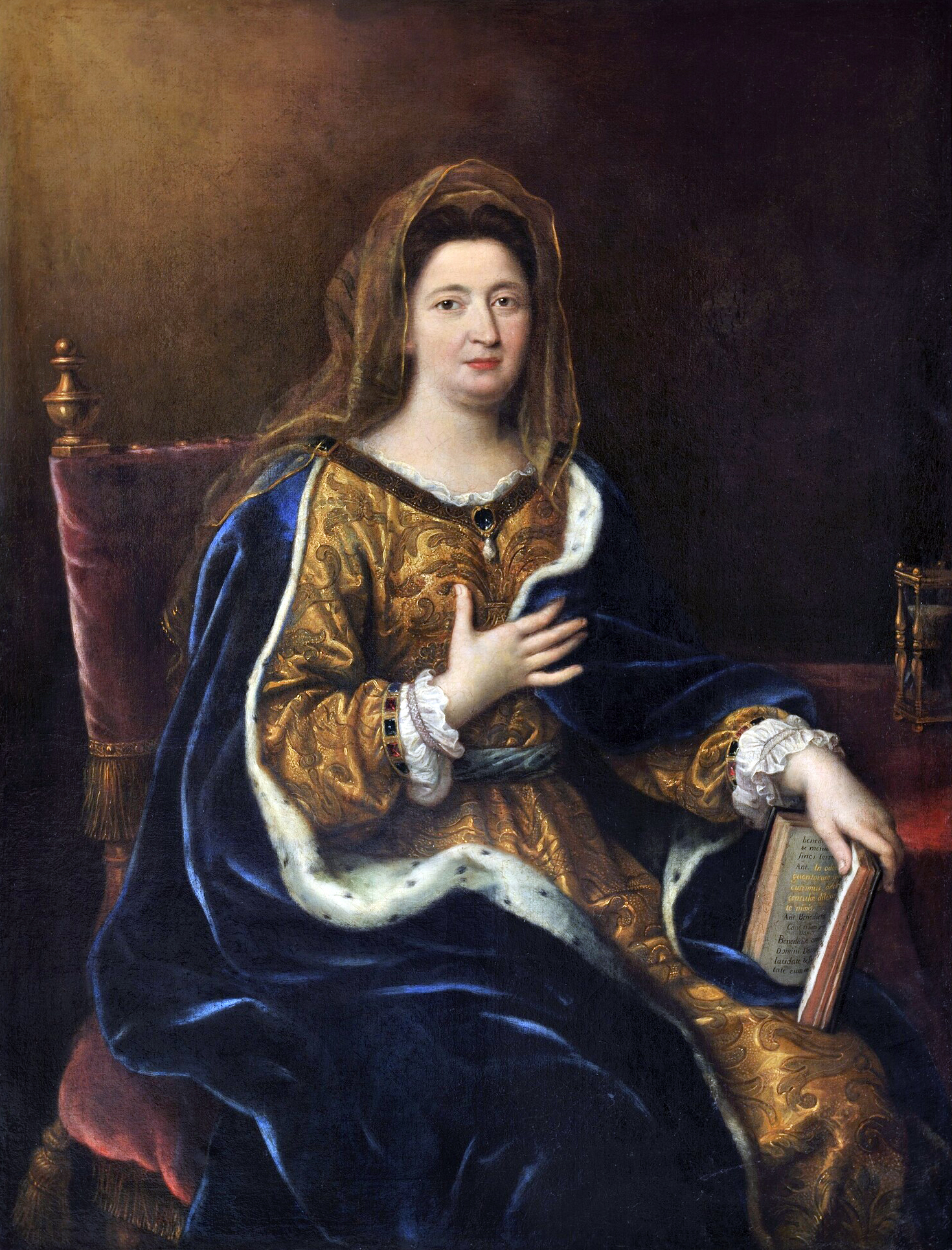
Marquesa de Maintenon

## Anedotas

### Balé e o Rei Sol

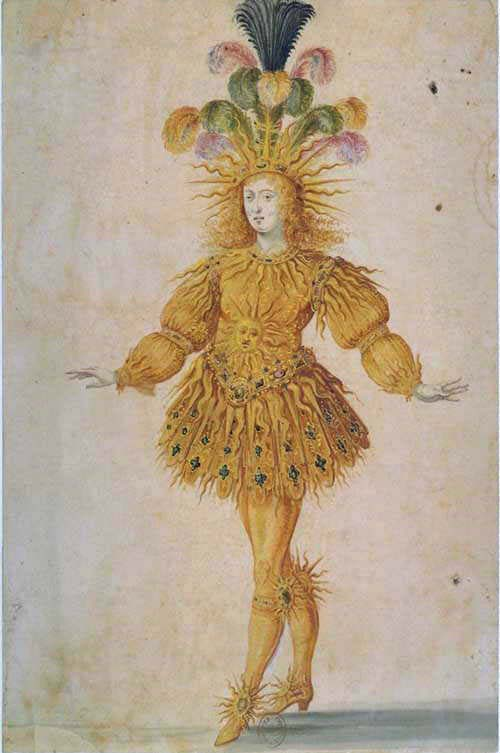
Luís XIV como Apolo (o Sol)

O balé foi trazido da Itália para a França por Catarina de Médici em 1533 e foi amplamente apresentado na corte real. Quando Luís XIV ascendeu ao trono aos cinco anos de idade, um grande balé de cinco horas foi produzido, no qual o próprio Luís XIV se apresentou. O rei Luís XIV era um grande admirador do balé e o incentivava. Ele próprio fez sua estreia no palco em 1651, aos quinze anos e fundou a Academia Real de Dança. Foi nessa época que o balé foi sistematizado como a dança que é hoje. O apelido "Rei Sol" veio originalmente de sua interpretação do Sol (o deus Apolo) em uma apresentação de balé. Luís XIV também era conhecido por gostar e encorajar os saltos altos. Ele é retratado em retratos de corpo inteiro usando saltos para manter o formato de suas belas pernas. Mais tarde, o pequeno tamanho de seus pés causado pelas sapatilhas de balé apertadas passou a ser visto como um sinal de aristocracia; isso também é retratado em uma cena de Os Três Mosqueteiros, de Alexandre Dumas. Luís XIV se aposentou dos palcos em 1670.
O regime de pensões dos bailarinos, introduzido por Luís XIV em 1698, é um dos regimes de pensões mais antigos de França ainda existente (dados de 2019).

### Dentes
Luís XIV teve todos os seus dentes removidos após 12 cirurgias, baseado na teoria de seu médico pessoal, Antoine d'Aquin, que acreditava que os dentes eram o ambiente propício para todas as doenças, de modo que a remoção deles melhoraria a saúde do rei. Além disso, como não existia anestesia na época, todos os procedimentos eram realizados sem anestesia e, após a extração do dente, as gengivas eram cauterizadas com uma barra de ferro em brasa para desinfetá-las. Depois disso, o desdentado Luís XIV só conseguiu comer galinhas-d'angola e faisões, que deviam ter sido cozidos por mais de oito horas até ficarem completamente macios. No entanto, seu hábito de comer demais não melhorou, e ele sofria constantemente de problemas estomacais e disenteria.

### Perucas
O uso de perucas era comum entre a realeza e a aristocratas europeus durante os períodos barroco e rococó. Elas também foram usadas por Luís XIV quando o monarca perdeu a maior parte do cabelo devido a uma doença em 1658. De fato, Luís XIV usava perucas, combinadas com o uso de saltos altos, para disfarçar sua baixa estatura.

## Avaliação

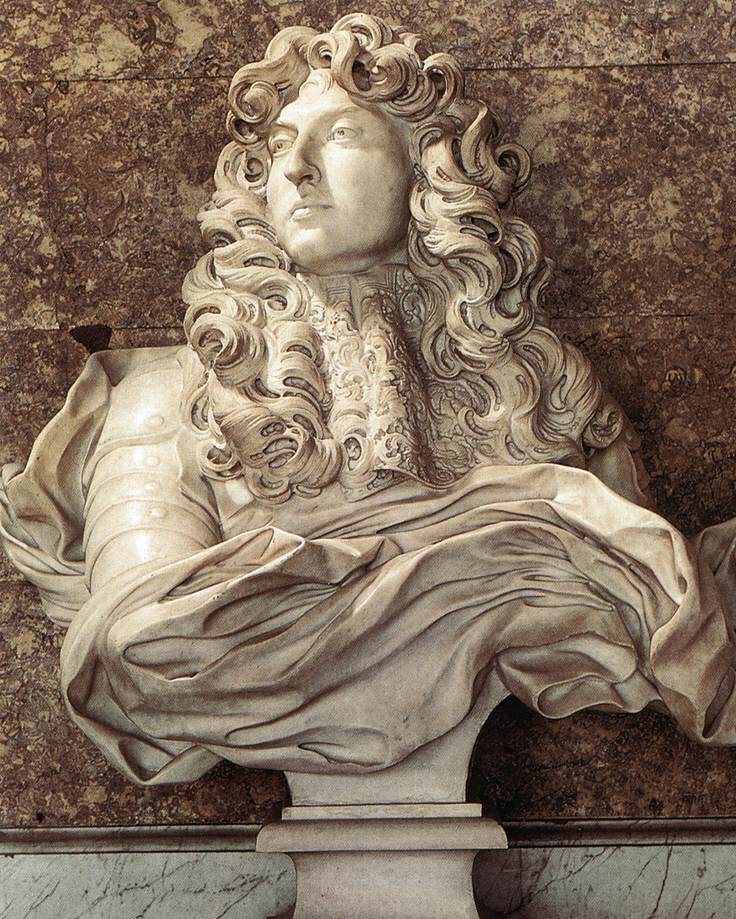
Busto de Luís XIV. Bernini, 1665, Palácio de Versalhes.

Existe uma vasta quantidade de material histórico sobre o reinado de Luís XIV, mas o mais frequentemente citado pelos historiadores são as Mémoires do Duque de Saint- Simon. O duque foi contemporâneo de Luís XIV, residia em Versalhes e serviu o rei nos seus últimos anos, bem como no Conselho de Regência durante o início do reinado de Luís XV. Nas suas memórias ele escreveu reflexões e críticas sobre a vida quotidiana na corte e sobre os acontecimentos políticos. Contendo algumas palavras às vezes duras, Saint-Simon nunca pretendeu que as Mémoires fossem publicadas, mas seus sucessores as publicaram em 1829, após a Revolução Francesa. As Mémoires de Saint-Simon foram usadas por escritores e também por grandes historiadores, mas alguns apontaram que seu conteúdo não é totalmente confiável.
Voltaire, um dos principais pensadores do Iluminismo do século XVIII, publicou O Século de Luís XIV em 1751. Voltaire ficou fascinado pelas conquistas de Luís XIV, em parte devido à sua insatisfação com o governo da época. Ele nomeou os cinco maiores homens da história como Péricles, Alexandre o Grande, Júlio César, Lourenço de Médici e Luís XIV, dos quais ele considerou Luís XIV o maior e chamou seu reinado de "Grande Século" (Grand Siècle).
Após a Revolução Francesa, no século XIX, a percepção pública dos reis como tiranos se tornou dominante. A agitada vida da corte do Antigo Regime era vista como ultrapassada e desprezível, e o foco estava em histórias ridículas de subserviência ao rei e escândalos de amantes. Os historiadores consideraram a construção de Versalhes um desperdício e, com o benefício da retrospectiva, criticaram a execução do Ministro das Finanças Fouquet, a perseguição aos protestantes e as numerosas guerras como erros. O historiador Jules Michelet, autor da sua obra A História de França, descreveu e condenou particularmente a brutalidade da perseguição aos protestantes e viu este período como um prenúncio da Revolução que se aproximava, mas elogiou as conquistas francesas. A Encyclopedia Generale de Pierre Larousse de 1873 foi extremamente mordaz na sua avaliação de Luís XIV, argumentando que as guerras que trouxeram grande desastre à França foram motivadas pela vaidade, arrogância, ressentimento e ganho pessoal de Luís XIV, e que o egoísmo estava por trás de todas as suas decisões na política, no seu quarto, na sua religião e na sua família. O historiador republicano Ernest Lavis, no seu livro do início do século XX, História de França desde as suas origens até à Revolução, criticou as guerras, o desperdício excessivo, as falhas no sistema financeiro e a revogação do Édito de Nantes na secção sobre o reinado de Luís XIV. Ele elogiou a expansão territorial, mas criticou severamente o fracasso em anexar a Bélgica, vendo-a como um processo necessário em direção a uma república.
No século XX, uma novo movimento defendendo Luís XIV surgiu em reação aos escritos republicanos. Luís XIV (1922), de Louis Bertrand, e A Revolução Francesa (1946), de Pierre Gaxot, mais acadêmico, são exemplos representativos desse movimento. Desde a Segunda Guerra Mundial, foram publicadas várias biografias de Luís XIV e estudos sobre o Palácio de Versalhes, que vão além de meras interpretações humorísticas de anedotas contemporâneas.

## Citações
A conhecida frase "Eu sou o Estado", ou "O Estado sou eu" ("L'état, c'est moi"), foi relatada pelo menos a partir do final do século XVIII. Foi amplamente repetida, mas também denunciada como apócrifa no começo do século XIX.
Ele de fato disse, certa vez, "Cada vez que nomeio alguém para um cargo vago, faço cem infelizes e um ingrato". É registrado, por numerosas testemunhas oculares, Luís tendo dito em seu leito de morte: "Je m'en vais, mais l'État demeurera toujours." ("Eu parto, mas o Estado sempre permanecerá.")

## Descendência
| Nome                                                        | Nascimento             | Morte                   | Notas                                                             |
| ----------------------------------------------------------- | ---------------------- | ----------------------- | ----------------------------------------------------------------- |
| Com Maria Teresa da Espanha                                 |                        |                         |                                                                   |
| Luís, Grande Delfim de França                               | 1 de novembro de 1661  | 14 de abril de 1711     | Casou-se com Maria Ana Vitória da Baviera, com descendência.      |
| Ana Isabel de França                                        | 18 de novembro de 1662 | 30 de dezembro de 1662  |                                                                   |
| Maria Ana de França                                         | 16 de novembro de 1664 | 26 de dezembro de 1664  |                                                                   |
| Maria Teresa de França                                      | 29 de setembro de 1666 | 1 de março de 1672      | Madame Real.                                                      |
| Filipe Carlos, Duque de Anjou                               | 5 de agosto de 1668    | 10 de julho de 1671     |                                                                   |
| Luís Francisco, Duque de Anjou                              | 14 de junho de 1672    | 4 de novembro de 1672   |                                                                   |
| Com Luísa de La Baume Le Blanc, Duquesa de La Vallière      |                        |                         |                                                                   |
| Carlos de La Baume Le Blanc                                 | 19 de novembro de 1663 | 15 de julho de 1666     | Nasceram e morreram antes da legitimação.                         |
| Filipe de La Baume Le Blanc                                 | 7 de janeiro de 1665   | 1666                    | Nasceram e morreram antes da legitimação.                         |
| Luís de La Baume Le Blanc                                   | 27 de dezembro de 1665 | 1666                    | Nasceram e morreram antes da legitimação.                         |
| Maria Ana de Bourbon                                        | 2 de outubro de 1666   | 3 de maio de 1739       | Casou-se com Luís Armando I, Príncipe de Conti, sem descendência. |
| Luís, Conde de Vermandois                                   | 2 de outubro de 1667   | 18 de novembro de 1683  |                                                                   |
| Com Francisca Atenas de Rochechouart, Marquesa de Montespan |                        |                         |                                                                   |
| Luísa Francisca                                             | março de 1669          | 23 de fevereiro de 1672 | Nasceu e morreu antes da legitimação.                             |
| Luís Augusto, Duque de Maine                                | 31 de março de 1670    | 14 de maio de 1736      | Casou-se com Luísa Benedita de Bourbon, com descendência.         |
| Luís César, Conde de Vexin                                  | 20 de junho de 1672    | 10 de janeiro de 1683   |                                                                   |
| Luísa Francisca de Bourbon                                  | 1 de junho de 1673     | 16 de junho de 1743     | Casou-se com Luís III, Príncipe de Condé, com descendência.       |
| Luísa Maria Ana de Bourbon                                  | 18 de novembro de 1674 | 15 de setembro de 1681  |                                                                   |
| Francisca Maria de Bourbon                                  | 4 de maio de 1677      | 1 de fevereiro de 1749  | Casou-se com Filipe II, Duque de Orleães, com descendência.       |
| Luís Alexandre, Conde de Toulouse                           | 6 de junho de 1678     | 1 de dezembro de 1737   | Casou-se com Maria Vitória de Noailles, com descendência.         |

Alegações de paternidade

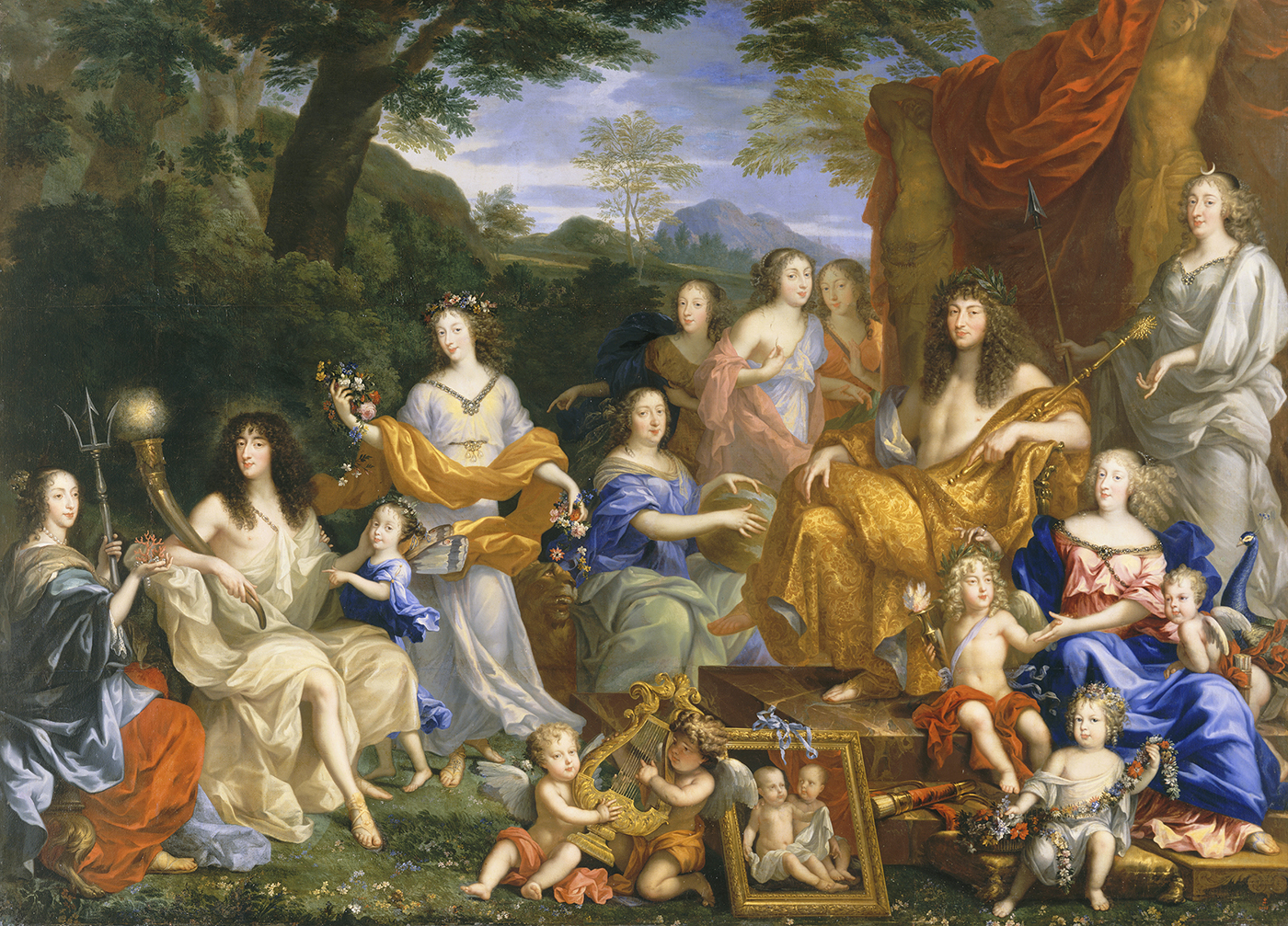
Retrato Mitológico da Família de Luís XIV, por Jean Nocret em 1670. Da esquerda para a direita: Henriqueta Maria de França como Anfitrite, Filipe de Orleães como a Estrela da Manhã, Maria Luísa como Íris, Henriqueta Ana Stuart como Flora, Ana da Áustria como Cibele, as filhas de Gastão de Orleães (Francisca Madalena, Margarida Luísa e Isabel Margarida) como as Graças, Luís XIV como Apolo, o Grande Delfim como Himeneu, Maria Teresa como Juno, Madame Real como Ninfa, Filipe Carlos como Cupido e a Grande Mademoiselle como Diana.

Uma mulher nascida em 1660 alegou ser filha de Luís XIV com uma jardineira não identificada, o rei nunca a reconheceu e esta casou-se em La Queue-en-Brie com um sentinela. Cláudia de Vin des Ceillets, amante do rei, teve uma filha com Luís XIV por volta de 1676 Luísa de Maisonblanche. Luís XIV nunca a reconheceu. Talvez pelo fato de sua mãe ter outros amantes além do rei e pela implicação da mesma no episódio conhecido como "O Caso dos Venenos". Em janeiro de 1680, Maria Angélica de Scorailles, uma das inúmeras amantes de Luís XIV, deu à luz a um filho natimorto nunca reconhecido. Em março de 1681, é relatado que Maria Angélica deu à luz a uma filha também natimorta, todavia, sua existência é duvidosa.